# Liste d'épées légendaires
La liste des épées légendaires recense les épées qui ont été assez fameuses pour qu’on leur ait attribué des noms propres que les légendes, mythologies ou textes religieux ont conservés.

Pour les autres objets légendaires, voir : 

## Épées de laMatière de France
- Almace, l'épée de Turpin, évêque de Reims et compagnon de Roland dans la Chanson de Roland[1].
- Balisarde (it), épée forgée par enchantement par Falerina dans l’Orlando Innamorato de Boiardo. Le prince sarrasin Roger (Ruggero) (it), amant de Bradamante dans l’Orlando furioso de L'Arioste, la ceint[1] à son tour après qu'elle a été dérobée à Roland[2]. Elle est capable de pourfendre même les armures enchantées. Par antonomase, elle revêt au XIXe siècle le sens commun d'« épée invincible », notamment chez Nerval[3].
- Baptism, Bauptime ou Beautisme, une des trois épées du géant Fier-à-bras, le héros de la Geste du Roi. Elle fut forgée par Ansias ou Aniseax, qui mit trois ans à la fabriquer, et qui forgea aussi Florence et Graban[1],[a],[4].
- Closamont, nom donné à Hauteclaire par Victor Hugo dans Le Mariage de Roland, qui reproduit une erreur de traduction d'Achille Jubinal[1].
- Corrouge, épée d'Otuel, roi sarrasin converti qui combat aux côtés de Roland dans la Chanson d'Otinel, un des chapitres de la Chanson de Roland[5].
- Courtain ou Courte (cf. Courtain dans la partie "Épées de la légende arthurienne" et Curtana dans "Autres épées légendaires des îles Britanniques"), épée d'Ogier le Danois, héros de la Chanson d'Ogier de Raimbert de Paris[6]. Forgée par Munificans[a]. Elle apparait aussi dans le Morgante maggiore, où elle est nommée Cortan ou Cortana[1].
- Dolereuse ou Douloureuse, une des trois épées de Guillaume au court nez, elle avait appartenu au roi Capalu[7].
- Durandal, l'épée de Charlemagne puis de Roland dans la Chanson de Roland. Elle fut forgée par Munificans avec Courtain et Sauvagine[a],[1].
- Floberge (du vieux norrois, flæma : « chasse » et berg : « roc »), l'épée de Renaud de Montauban. Au cours des siècles, son nom fut altéré en Flamberge. Maugis d'Aigremont la donne à son cousin Renaud dans les gestes Garin le Loherin et Chanson de Maugis d'Aigremont[1].
- Florence, l'une des 3 épées du géant Fier-à-bras, le héros de la Geste du Roi. Elle fut forgée par Ansias avec Baptism et Graban[a],[1],[4].
- Graban, l'une des 3 épées du géant Fier-à-bras, le héros de la Geste du Roi. Elle fut forgée par Ansias avec Baptism et Florence[a],[1],[4].
- Hauteclaire, Hauteclère ou Alteclère (« garde brillante »), l'épée d'Olivier, compagnon de Roland dans la Chanson de Roland[a],[1] et dans la Chanson de Girart de Vienne. Elle a appartenu auparavant à l'empereur Closamont, à Pépin le Bref, au duc Beuves d'Aigremont et à Charlemagne. Elle est nommée Talhaprima dans Roland à Saragosse et Closamont dans le Mariage de Roland de Victor Hugo[b].
- Ideuse, une des trois épées de Guillaume au court nez[7].
- Joyeuse, l'épée de Charlemagne puis de Guillaume au court nez une fois celui-ci sacré chevalier (Geste de Guillaume d'Orange[1]). Forgée par Véland[a]. Une épée présentée comme Joyeuse fait partie des regalia des rois de France qui étaient déposées à la basilique Saint-Denis ; épargnée lors du sac du sanctuaire par les révolutionnaires, elle fait désormais partie des collections du Musée du Louvre, à Paris, où elle est exposée. La partie la plus ancienne (le pommeau) remonterait au Xe-XIe s, tandis que Charlemagne a vécu entre le VIIIe et le IXe siècle.
- Merveilleuse, épée de Doolin de Mayence, créée dans la forge de Véland par un de ses apprentis. Une fée se charge de l'affiler[1], voir Histoire de la fleur des batailles Doolin de Mayence[8].
- Montagu, une des trois épées de Guillaume au court nez. Elle fut recuite et aurait été en la possession d'Alexandre le Grand[7].
- Murglaie, l'épée de Ganelon[9], cousin et compagnon de Roland dans la Chanson de Roland et qui le trahit à la bataille de Roncevaux. Le Elias, le chevalier au Cygne, Cornumarant le roi de Jérusalem et Beuve de Hanstone ceignent une épée du même nom.
- Musagine, cf. Sauvagine.
- Précieuse, l'épée de Baligant, « émir de Babylone » venu aider Marsile dans la Chanson de Roland.
- Sarrasine, épée du « roi d'Égypte » Brunamont dans la Chanson d'Ogier le Danois[6],[1]. Ogier la brise en deux en la frappant avec Courtain.
- Sauvagine, épée d'Huon de Bordeaux. Elle fut forgée par Munificans avec Courtain et Durandal[a]. Elle est nommée Musagine dans Fierabras[4].
- Talhaprima, cf. Hauteclaire.

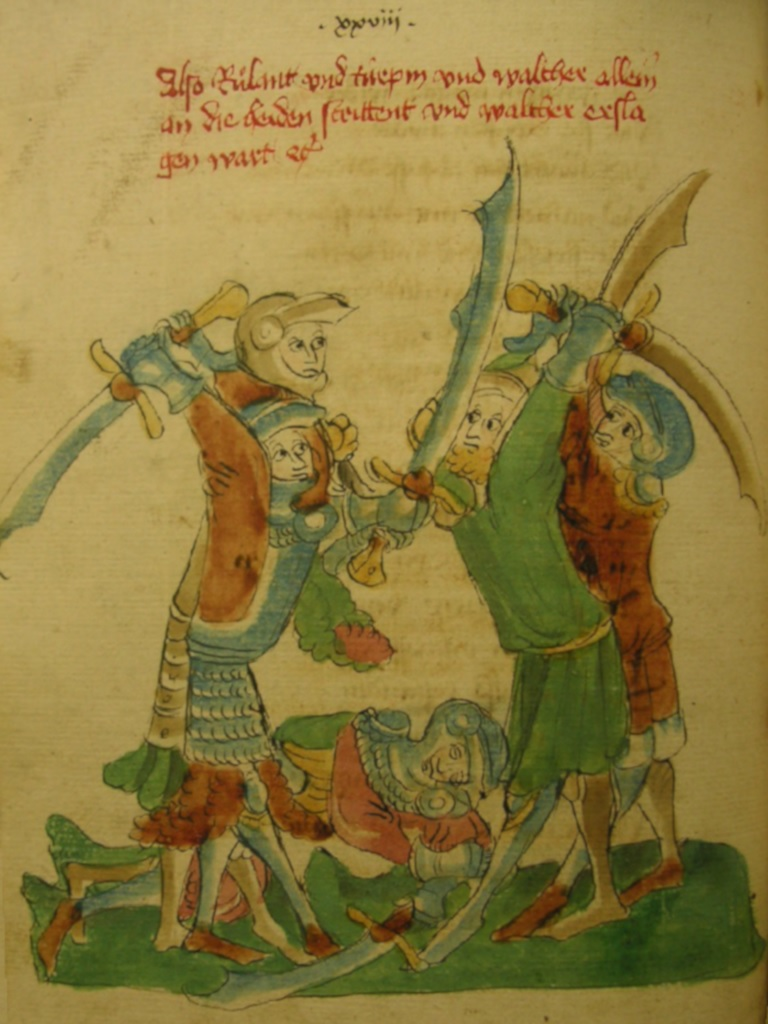
Roland et Turpin, Durandal et Almace à la main, combattent les Sarrasins à Roncevaux (vers 1440).
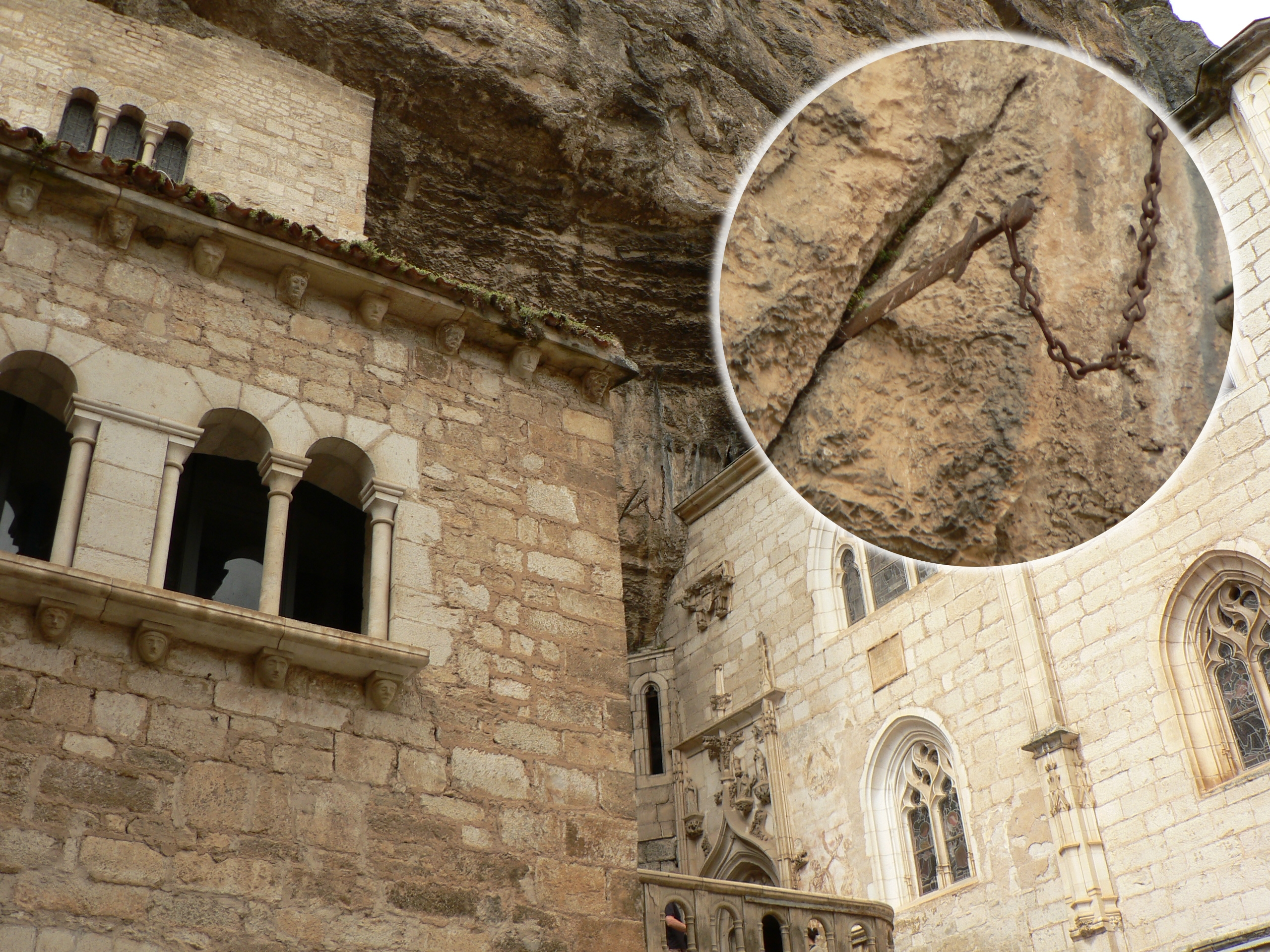
Représentation de Durandal à Rocamadour.
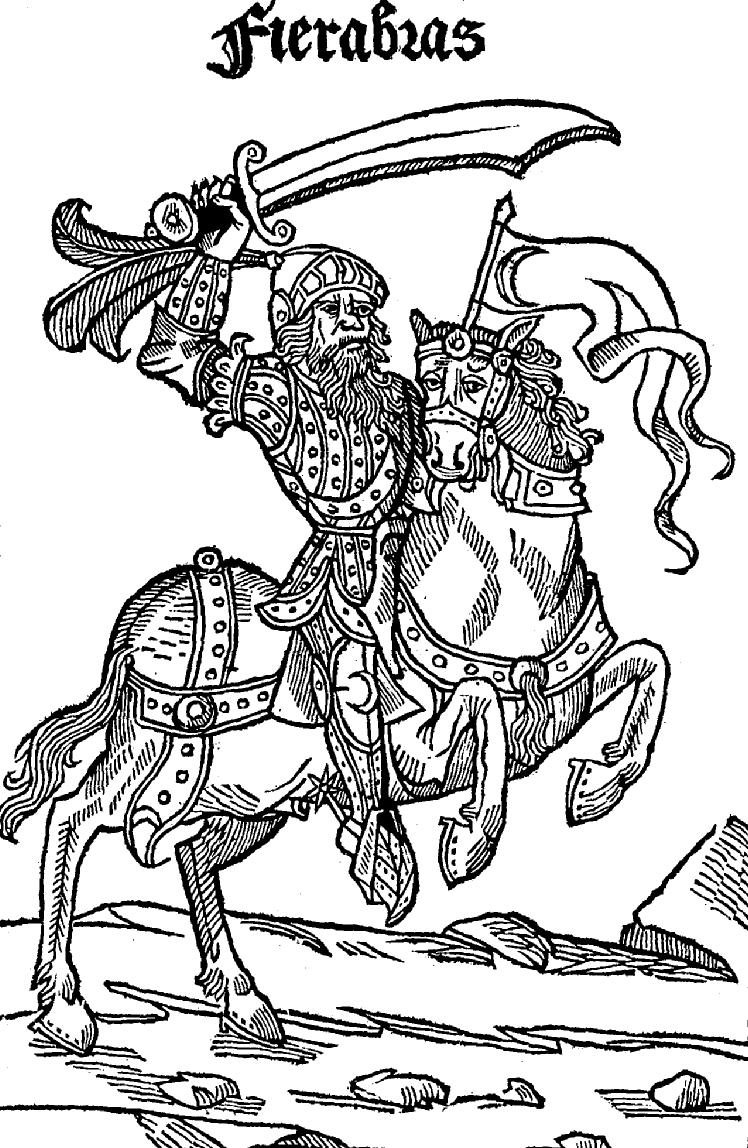
Fierabras (brandissant une de ses trois épées), gravure du Roman de Fierabras le Géant de Jehan Bagnyon, édition 1497 (P. Maréchal et B. Chaussard, Lyon).
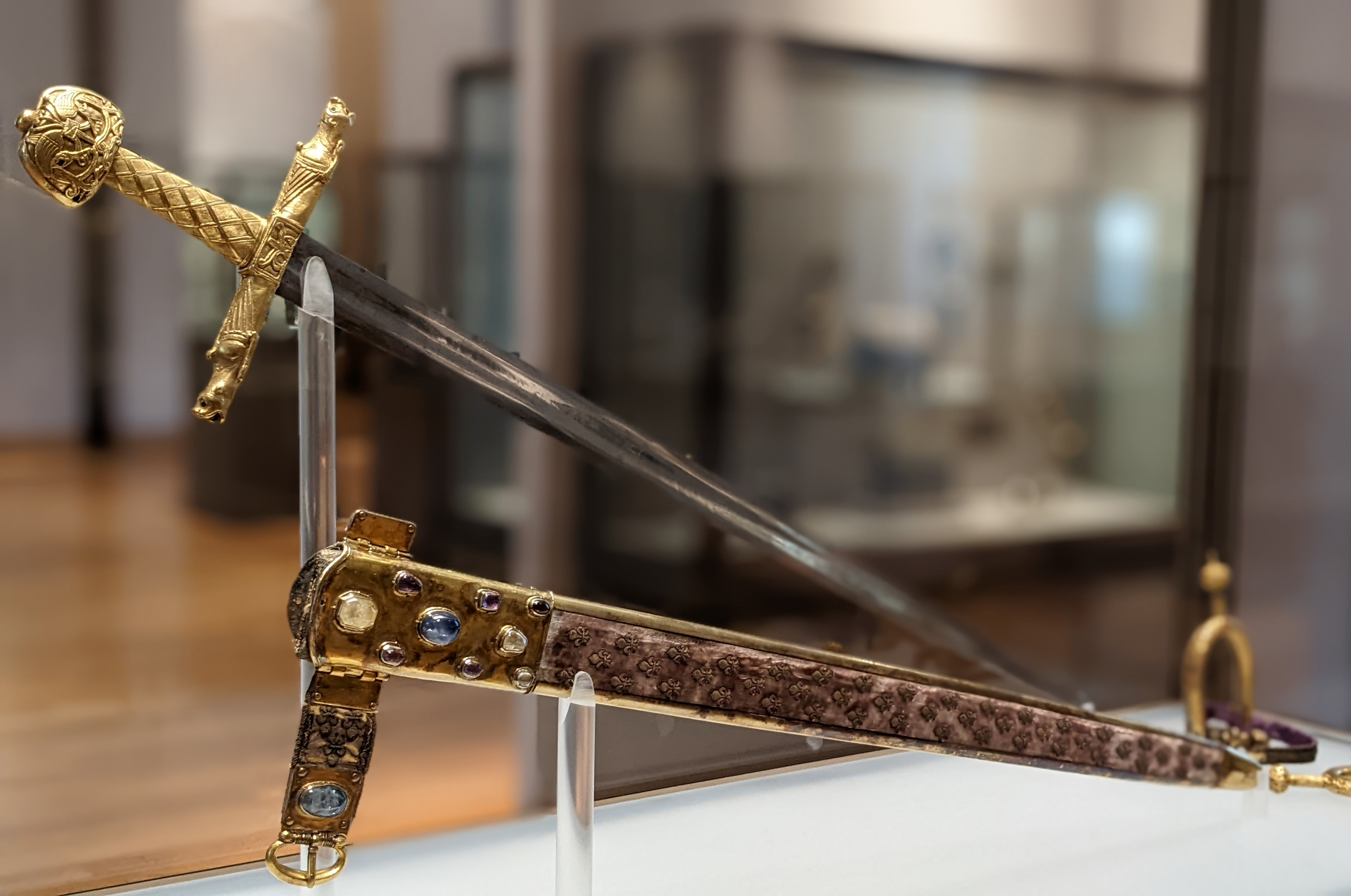
Épée du sacre des rois de France, dite "Joyeuse".

## Épées duCycle de la croisade

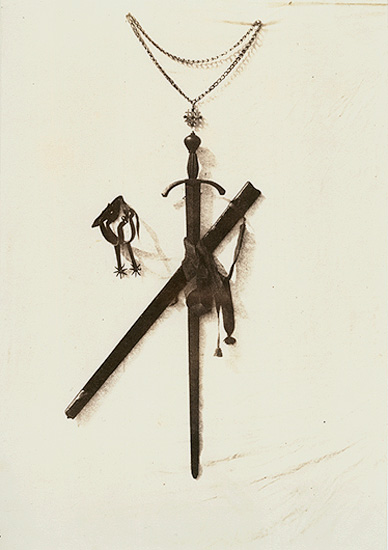
Croix pectorale, éperons et épée censées avoir appartenu à Godefroy de Bouillon, exposés dans la sacristie de la basilique du Saint-Sépulcre.

- L'épée dite « de Godefroy de Bouillon », conservée aujourd'hui dans le trésor de la basilique du Saint-Sépulcre, à Jérusalem[10].
- Murgalaie, peut-être la même épée que Murglies : elle arme Elias dans Le Chevalier au cygne[1], Beuve de Hanstone, et est prise au roi sarrasin de Jérusalem Cornumarant par Baudouin de Syrie.
- Recuite, épée forgée par Irashels, puis trempée une année entière par Véland. Elle fut en la possession successive d'Alexandre le Grand, Ptolémée, Judas Macchabée, Vespasien et enfin du « roi de Jérusalem » Cornumarant et de son fils Cordabas, à en croire le Roman de Godefroy de Bouillon[1],[11].

## Autres épées de France
- Courtoise ou Cort, épée de Guillaume Ier Taillefer, comte d'Angoulême mort en 962, « arme fort dure, dont il coupa en deux d'un seul coup le roi des Normands [Storis[12] ou Stormius[13]] à travers sa cuirasse » et qui lui valut le surnom de Taillefer qu'il transmit à sa descendance, selon Adémar de Chabannes[14]. Elle est réputée avoir été forgée par Véland[13] et parfois appelée Durissime[1].
- L’épée de Fierbois que Jeanne d'Arc explique lors de son procès avoir envoyé déterrer sous l'autel d'une chapelle dédiée à Sainte-Catherine d'Alexandrie[15], où elle aurait, selon une légende, été déposée par Charles Martel après sa victoire contre Abd al-Rahman à Poitiers en 732[16]. Elle était ornée de cinq croix.
- Fineguerre « finisseuse de guerre », épée de Gérard de Nevers après avoir appartenu à un sultan de Bagdad dans le Livre de Gerart comte de Nevers[1],[17].

## Épées d'Espagne
- Colada, la deuxième épée de Rodrigo Díaz de Vivar dans le Poème du Cid. Le Cid la prend à Raymond III, comte de Barcelone, allié des Maures. Elle était réputée valoir mille marcs d'argent[1].
- Lobera, l'épée de saint Ferdinand III de Castille conservée dans la cathédrale de Séville.
- Tizona, l'épée principale de Rodrigo Díaz de Vivar, dit le Cid. Elle fut enterrée avec lui. Le Cid l'a prise au roi Baucar ou Bucar selon le Poème du Cid. On lui attribue une valeur de mille marcs d'or[7].

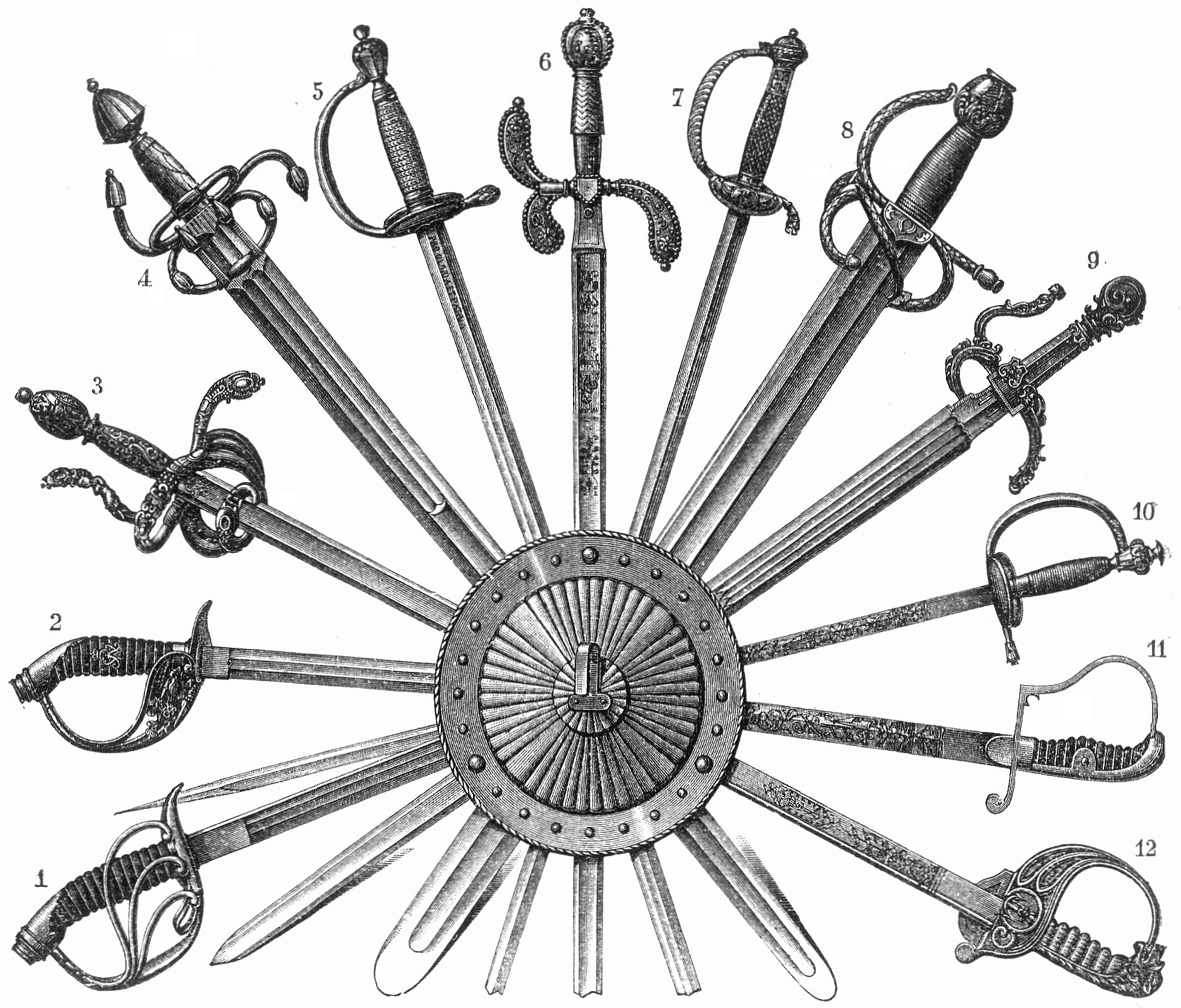
Épées de Philippe II d'Espagne. La Colada est no 8.
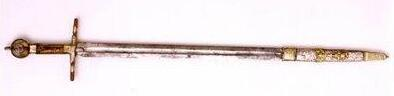
Lobera, l'épée de Saint-Ferdinand, dans la cathédrale de Séville.
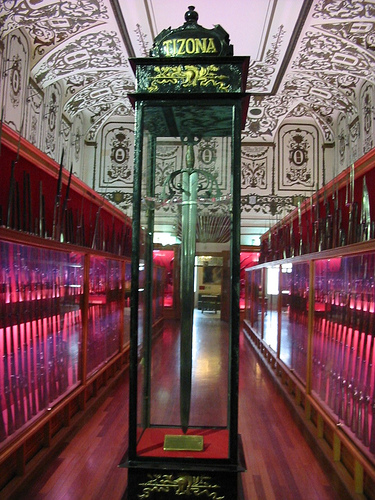
La Tizona exposée au musée de Burgos

## Épées de lalégende arthurienne
- Arondight ou Aroundight, épée de Lancelot du Lac, apparait dans des écrits tardifs du cycle comme Sir Bevis of Hamptoun[18].
- Carnwennan, ou Carnwenhau (« petite poignée blanche ») est la dague du roi Arthur dans les légendes arthuriennes galloises[19].
- Clarent (en) est une épée d'Arthur, et de son père Uther avant lui. Si Arthur ne l'utilise que lors de cérémonies pacifiques, elle échoit à Mordred qui combat et vainc Arthur avec[20].
- Coreiseuse (soit Courroucée, en anglais Wrathful) est l'épée du roi Ban de Bénoïc, le père de Lancelot[21].
- Courtain (cf. Courtain dans la partie "Épées de la Matière de France" et Curtana dans "Autres épées légendaires des îles Britanniques") est l'épée dont Tristan brise la pointe en fendant le crâne de Morholt, puis qui échoit à Ogier le Danois (cf. le chapitre « Épées de la Matière de France »)[22]
- Excalibur épée du roi Arthur (cf. Caladbolg). Elle est donnée à Arthur par la Dame du Lac. À la mort du roi, Bédivère la lance dans le lac, d’où sort une main qui s’en saisit. Parfois appelée Caliburn dans la légende arthurienne.
- L’épée à l’étrange baudrier que le roi Salomon avait placée dans une nef à l’intention de Galaad. Son fourreau, « Mémoire de sang », incorpore un morceau de l’Arbre de vie planté par Ève après l’expulsion du Paradis, et le baudrier est fait d’or, de soie et des cheveux d’une vierge[23].
- Galuth[24] ou Galatyn[25] pour Le Morte d'Arthur de Thomas Malory, l'épée de Gauvain, un des Chevaliers de la Table ronde dans la légende arthurienne.
- L’épée du Graal, une épée sacrée brisée que Perceval a réparée, et qui conserve une fissure — preuve que Perceval n'a pas encore atteint la pureté —, voir Perceval ou le Conte du Graal. Elle est associée au Graal et à une lance sacrée, confiés tous trois à la garde du Roi pêcheur[26].
- L’épée dans le rocher, que seul le roi d'Angleterre légitime peut extraire du bloc de granit où elle est plantée. C'est la première épée d'Arthur, avant qu'il ne la brise dans un combat contre le roi Pellinore d'Autice, décrit dans Le Morte d'Arthur de Thomas Malory.

- L’épée à la poignée rouge, portée par sir Balin le Sauvage, le Chevalier aux deux épées dans Balin or the Knight with the Two Swords.[réf. souhaitée]
- Secace (ou Sequence, Seure (en)) est une épée utilisée par Arthur à la bataille de Saxon Rock[27]. Sous le nom de Seure, Lancelot du Lac s'en arme pour une bataille[28].

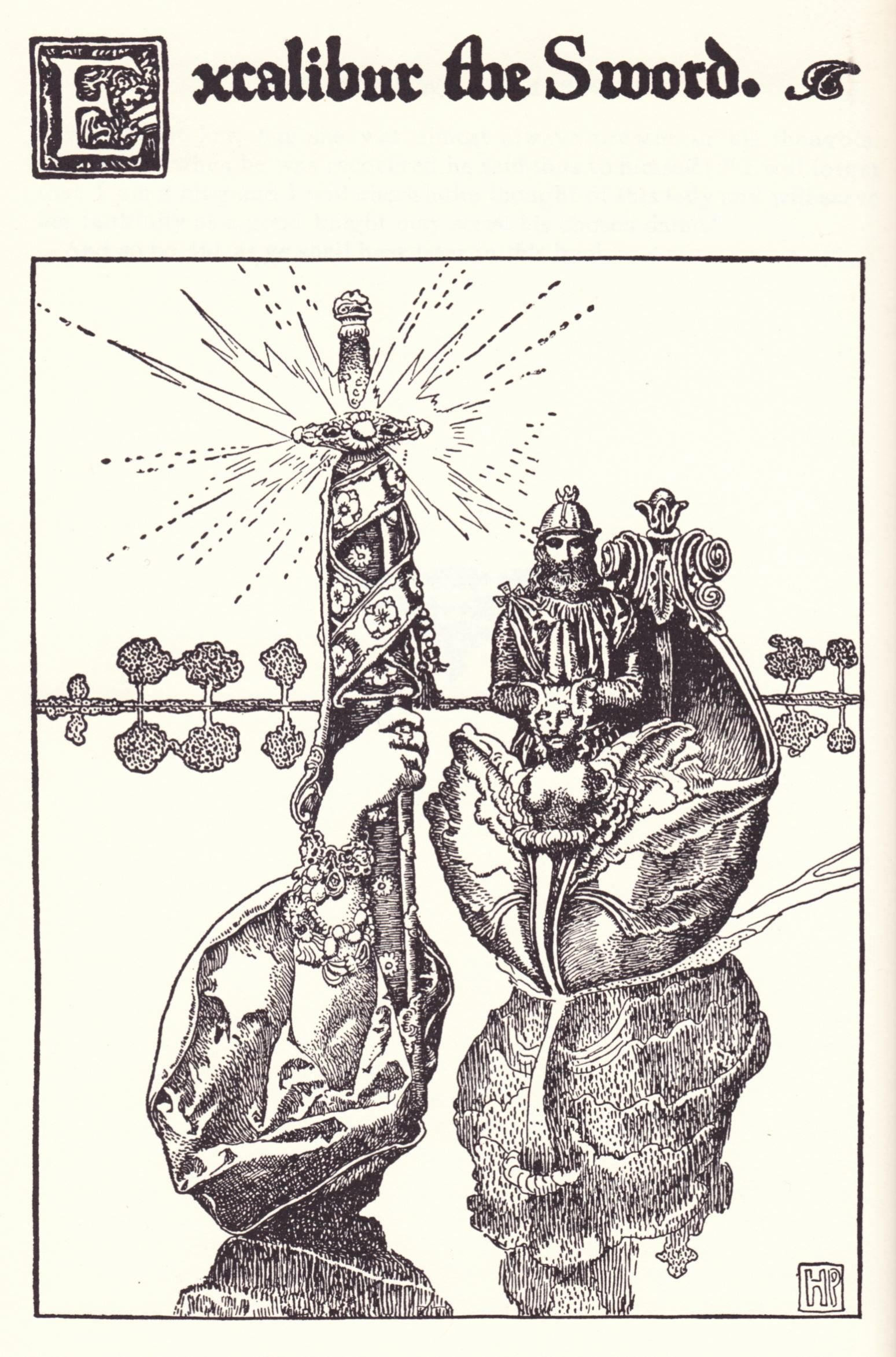
L'épée Excalibur. Illustration d'Howard Pyle (1902).
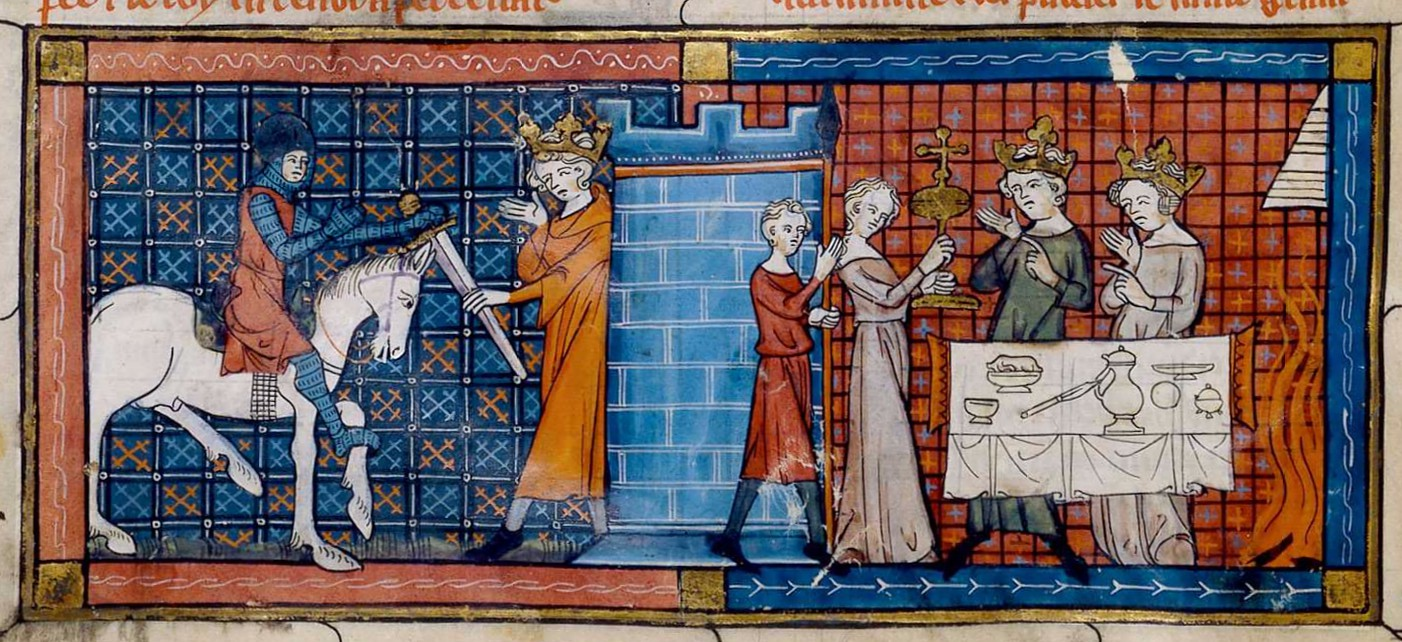
Perceval recevant une épée du roi Pêcheur.
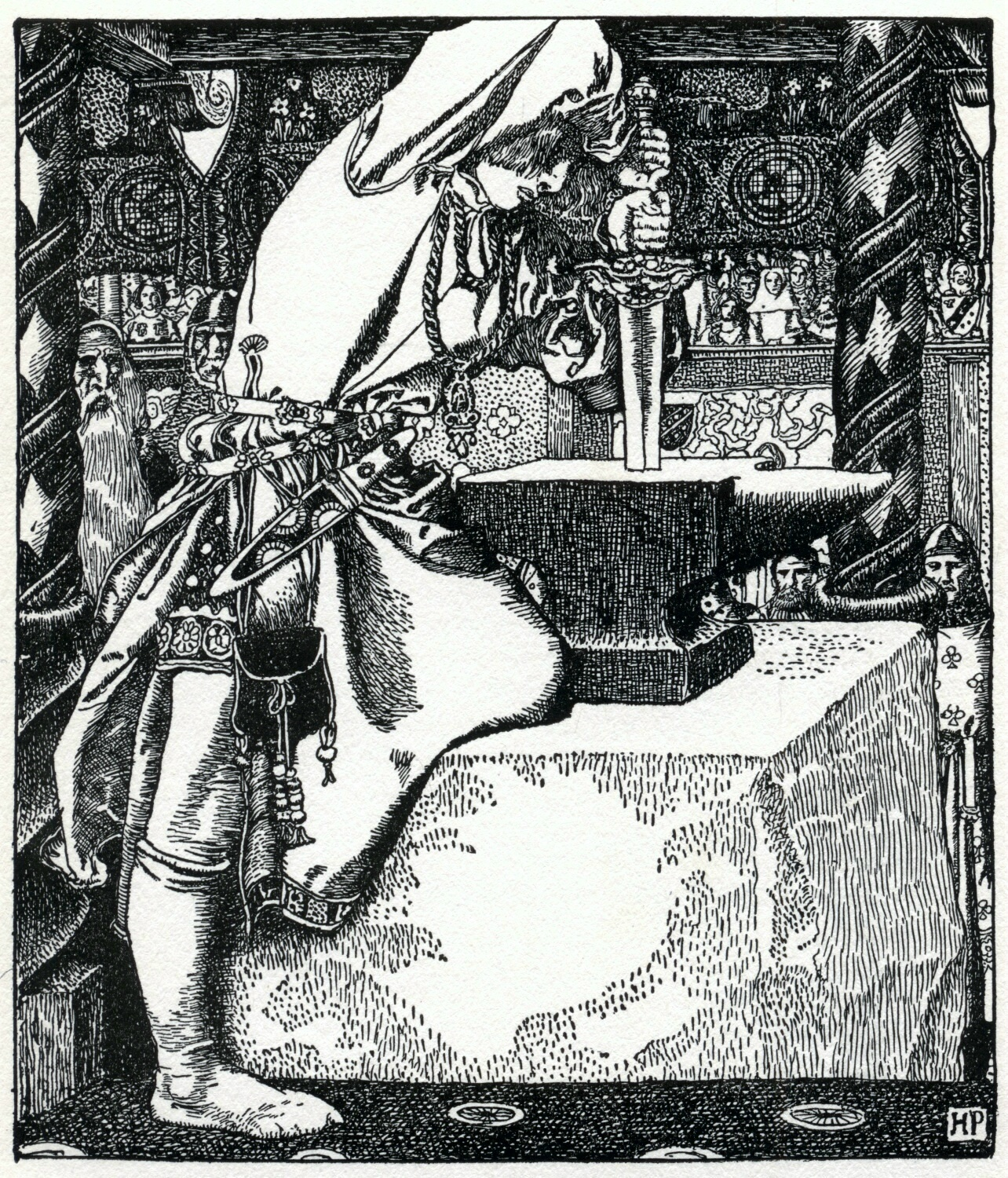
Arthur extrait l'épée de la pierre, dans le poème Merlin de Robert de Boron (XIIIe siècle). Par Howard Pyle (1903).

## Épées de lamythologie celtique
- Answerer « celle qui répond », autre nom de Fragarach.
- Beagalltach (la « petite furie ») est une épée donnée au Fianna Diarmuid Ua Duibhne par son père adoptif le dieu solaire Oengus (en même temps que Moralltach). Diarmuid la brise en morceaux en combattant le sanglier géant qui lui sera fatal[29].
- Caladbolg (« dur tranchant ») est l’épée magique de Fergus Mac Roeg dans la mythologie celtique irlandaise, ou du moins connu Fergus mac Léti (en) (sous le nom de Calacholg, « dure lame »). À partir du Xe siècle le nom prend (au pluriel et par antonomase) le sens commun d’« épées glorieuses ». C'était une épée à deux mains, dont la pointe traçait des arcs-en-ciel quand on la maniait, et qui avait le pouvoir de massacrer une armée entière. Empêché de tuer Conchobar Mac Nessa, Fergus Mac Roeg dévie son coup et arase trois collines[30]. Elle est assimilée à l’Excalibur de la légende arthurienne.
- Ceard-nan Gallan (« forgeron des branches »), l’épée du héros irlandais Oisín[31].
- Claíomh Solais (« épée de lumière » ou « brillante épée » en irlandais) apparaît à plusieurs reprises dans le folklore gaélique d’Irlande et d’Écosse[32]. Elle a parfois été assimilée à Excalibur[33] ou plus récemment à l'épée de Nuada[34].
- L’épée chantante de Conaire Mór, qui chantait dans les batailles.
- Coscrach, une épée de Cúscraid (en)[35].
- Cosgarach Mhor (« la grande triomphante »), épée du Fianna Oscar (en).
- Cruadh-Chosgarach (« celle qui détruit durement »), épée de Caílte mac Rónáin, un des Fianna[31].
- Cruaidín Catutchenn, l’épée de Cú Chulainn[36].
- Dyrnwyn (en) (« poignée blanche ») est l'épée du roi écossais Rhydderch Hael et l'un des treize trésors de l'île de Bretagne (en) dans la mythologie celtique. Sa lame s’enflammait quand elle était maniée par un homme de valeur.
- Fragarach (en) est l’épée que porte Lug dans la mythologie irlandaise. Elle avait été forgée par les dieux et lui fut donnée selon les versions soit par son prédécesseur Nuada qui combattait avec lorsqu’il perdit son bras dans un combat, soit[37] par Manannan Mac Lir, le dieu marin gardien de l'île de Man dans la mythologie celtique irlandaise. Seul était digne de la porter celui qui, la plaçant sur la pierre du destin, l’entendait murmurer en réponse au rugissement du roc, d’où ses surnoms de Whisperer et Answerer. Nul ne pouvait proférer un mensonge avec sa lame posée sur sa gorge. On disait que qui la portait commandait aux vents, qu’aucune armure, qu’aucun mur ne lui résistait et que personne ne se relevait des blessures qu’elle infligeait.[réf. souhaitée]
- Leochain, une des épées magiques de Fergus Mac Roeg dans la mythologie celtique irlandaise[35].
- Mac an Luin (« fils des ondes »), l’épée du guerrier légendaire Fionn Mac Cumhaill[31].
- Moralltach (ou Morallta, la « grande furie ») est une épée donnée à Diarmuid Ua Duibhne par son père adoptif le dieu solaire Oengus (en même temps que Beagalltach). Lui-même la tenait du dieu marin Manannan Mac Lir[38]. Tous ses coups étaient mortels[29].
- L’épée de Nuada (voir aussi Claíomh Solais) appartenait à Nuada Airgetlam, le dieu-roi guerrier manchot de la mythologie irlandaise. Elle fut apportée par les Tuatha Dé Danann de la ville mythique de Finias (supposée être dans une île au nord de la Grande-Bretagne) quand ils conquirent l’Irlande. Elle constitue à ce titre l'un de leurs quatre trésors (en). Une fois tirée du fourreau, nul ne lui a jamais échappé[39].
- Orna, l'épée de Tethra (en) (un des chefs des Fomoires) et l'archétype des « épées chantantes » de la mythologie celtique irlandaise : chaque fois qu’on la tire du fourreau, elle raconte ses exploits passés. Dans le Lebor Gabála Érenn (Le Livre des conquêtes de l'Irlande), elle est dérobée par Ogma, un des Tuatha Dé Danann, le peuple de Dana, après la seconde bataille de Mag Tuired[40].
- Retaliator, autre nom de Fragarach.
- Whisperer « celle qui murmure », autre nom de Fragarach.

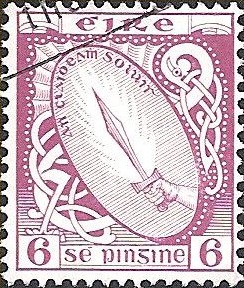
Timbre irlandais à l’effigie de l’épée de lumière, 1922-1923.
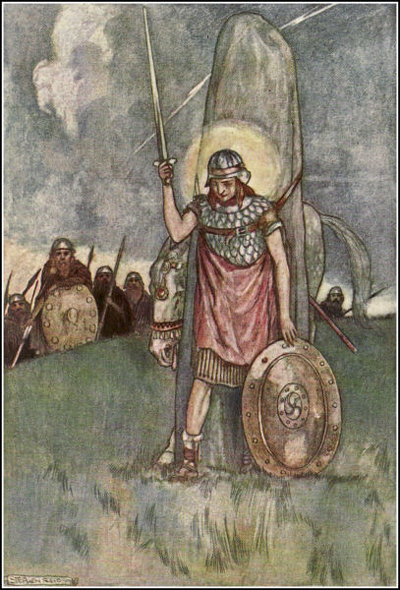
La mort de Cuchulainn, Stephen Reid, 1904.
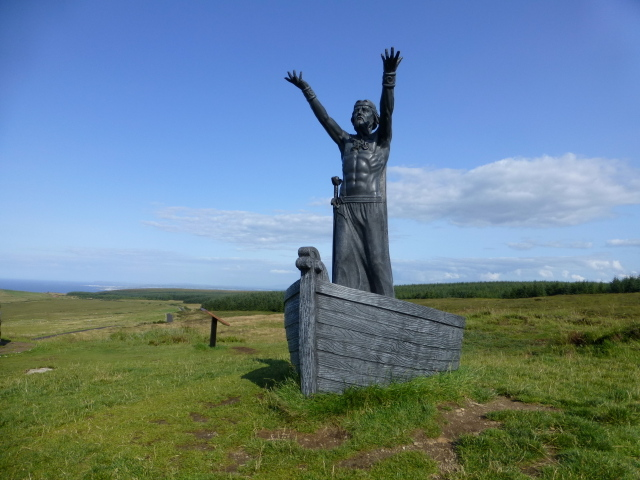
Manannán mac Lir, d’après John Sutton.

## Autres épées des îles Britanniques
- Adolake, Adylok ou Hatheloke (orthographe non fixée dans le texte) l’épée forgée par Wayland de sir Torrent of Portyngale, dans Le Roman de Torrent de Portyngale (en), composé en Angleterre vers 1400[41].
- Bitterfer « reine des épées », forgée par Völund[42] et remise au jeune roi de Suddene (île imaginaire de Grande-Bretagne) Horn par la fille du roi des Sarrasins Rimnild dans le roman anglais du XIVe siècle Horn Childe and Maiden Rimnild[1],[43].
- Brainbiter, l'épée de Hereward le Proscrit, résistant anglais à la conquête normande des îles Britanniques[44].
- Chrysaor, l’épée dorée de Sir Artegal dans le poème épique du XVIe siècle La Reine des fées[45].
- Crocea Mors (« mort jaune » en latin) est — selon une légende rapportée par Geoffrey de Monmouth — une épée de Jules César. Lors d’un combat singulier, celui-ci la planta dans le bouclier du prince britannique Nennius de Bretagne (en), qui la récupéra et poursuivit la bataille avec, tuant tout ennemi qu’il frappait. Nennius mourut cependant quelques jours après l’affrontement, des suites d’une blessure que César lui avait infligée à la tête. Il fut enterré avec Crocea Mors[46].
- Curtana ou épée de la Miséricorde (cf. Courtain dans la partie "Épées de la Matière de France" et Courtain dans "Épées de la légende arthurienne") est une épée utilisée lors des couronnements des rois d’Angleterre. Sa pointe est tronquée, symbolisant la pitié. Elle fait partie des joyaux de la couronne. Qu'elle ait appartenu à Édouard le Confesseur est une légende sans grand fondement ; on lui prête un lien avec l'épée Courtain, que ceignent Tristan puis Ogier.
- Egeking est l’épée aux pouvoirs surnaturels qui arme sir Graham (ou Syr Gryme) dans le poème médiéval écossais Greysteil (en). Forgée au-delà de la Méditerranée pour le prix d’un joyau, elle lui est offerte par la tante de son ami Eger[47].
- Hrunting, l'une des deux épées magiques de Beowulf. Bien que dotée de grands pouvoirs, elle se révèle inefficace dans le combat du héros contre la mère de Grendel[48].
- Morgelai est l’épée avec laquelle le roi « Hermine d’Arménie » arme chevalier Beuve de Hanstone et qu’il lui offre[49] dans le poème Beves of Hamtoun (en)
- Næglind ou Nægling, (du vieux norrois nagli « clou »), est l'une des deux épées magiques de Beowulf. Connue à l'origine sous le nom de Naglhring et maniée par Grim de Thiðrek dans la saga de Thiðrek, elle est retrouvée par Beowulf dans le trésor de la mère de Grendel et lui permet de vaincre le monstre.
- L’épée de William Wallace (en) est une claymore. William Wallace, un chevalier écossais qui combattit les Anglais, la portait selon la légende dans un fourreau fait de la peau de Hugues de Cressingham qu'il aurait fait écorcher après l'avoir vaincu à la bataille du pont de Stirling[50]. On prétend qu'il s'agit de l'épée exposée au monument William Wallace de Stirling en Écosse. Elle est un des symboles de l'Écosse luttant contre l'oppression des Anglais.

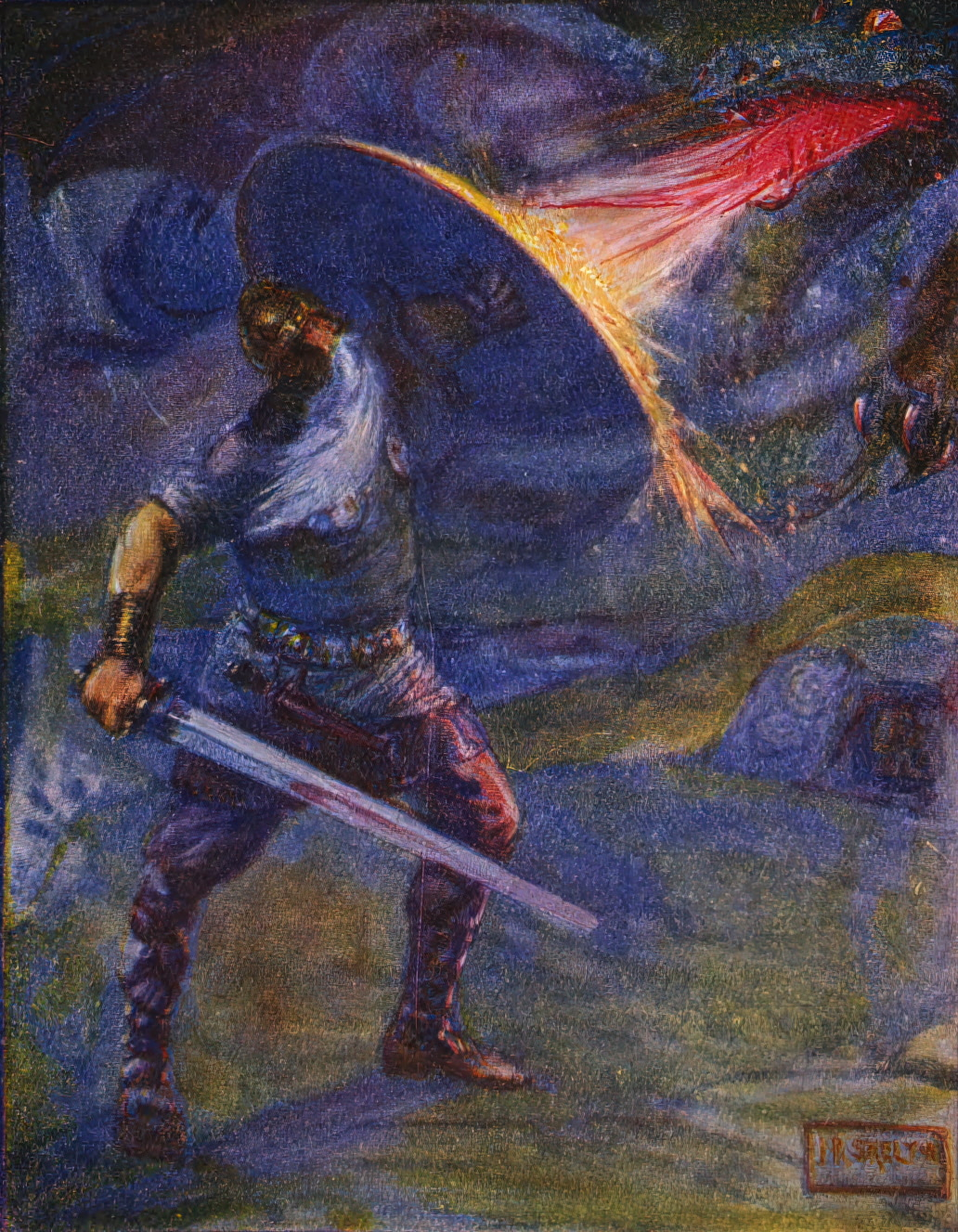
Beowulf armé de Næġling combat le dragon.
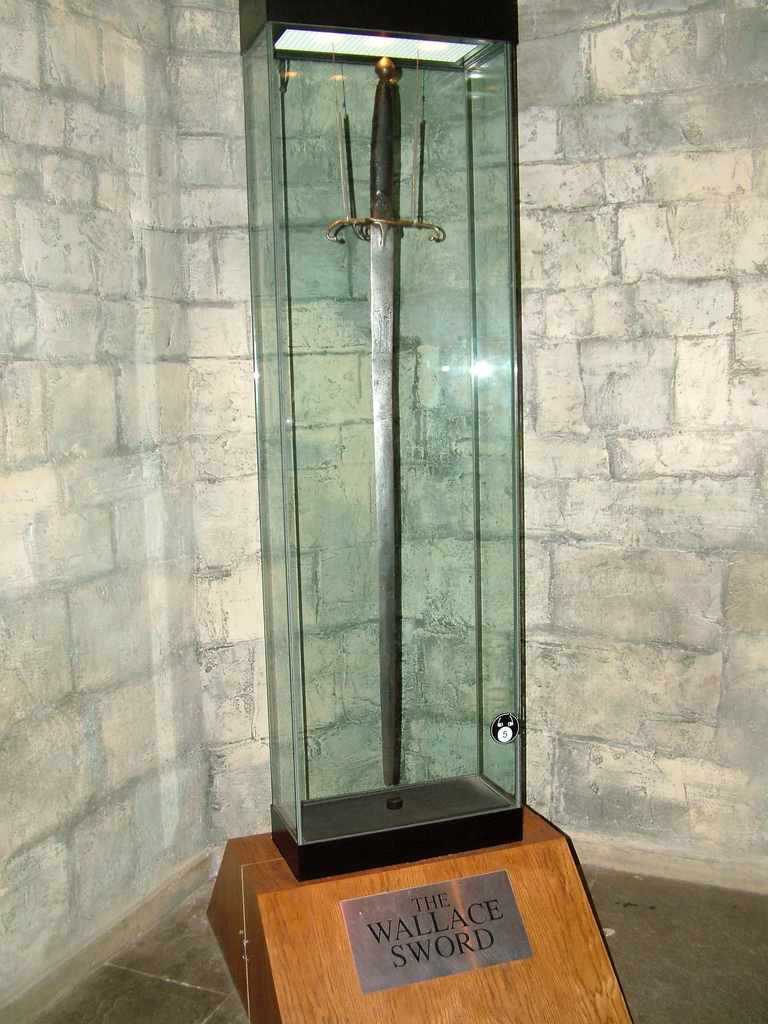
L'épée dite de Wallace.

## Épées de lamythologie nordique
- Adder : cf. Nadur.
- Ættartangi, l’épée offerte à Grettir le Fort par sa mère Asdis. Elle est déjà connue dans la saga de Vatnsdœla sous le nom de Jokulsnautr, le « cadeau de Jokul ». Grettir s’empara aussi d'une épée courte, trouvée dans un tertre funéraire en Norvège après y avoir vaincu Kar le Vieux, le mort qui y était inhumé[51].
- Angrvaðall, l'épée magique de Frithjof (en) dans la mythologie nordique. Son nom signifie « le ruisseau de l'angoisse ». Elle porte des runes sur sa lame qui flambent en temps de guerre mais qui rougeoient faiblement en temps de paix[52]. L’épée, forgée en Orient et trempée dans le feu des Dvergues, a appartenu tout d’abord à Björn à la dent bleue, qui l’a perdue avec sa vie dans un combat contre Vifell ; elle s’est alors transmise de père en fils : Viking, Thorstein (Þorsteins saga Víkingssonar (en)) puis enfin Frithjof[53].
- Blutgang ou Blodgang, épée de Hieme (en) dans la saga de Thiðrek. Elle se brise en morceau sur Hildegrimur, le casque de Thiðrek (en)[54].
- Dáinsleif (« legs de Dáin » en vieux norrois) est l'épée maléfique du roi Högni selon le récit que fait Snorri Sturluson de la bataille connue sous le nom de Hjadningavíg (Skáldskaparmál, 50). Elle ne manque jamais sa cible et les blessures qu'elle cause ne guérissent pas. Elle doit causer la mort d'un homme chaque fois qu'elle est dégainée[1].
- Dragvendil (sv), épée de Egill Skallagrímsson et de son père Skalla (en) avant lui dans la saga d'Egill, fils de Grímr le Chauve. L’épée est dans la famille depuis plusieurs générations, son premier possesseur aurait été Ketill au Nez plat, un grand colon viking[51].
- Ekkisax, Ekkesahs, Ekkesasz, Eckenlied dans les reprises germaniques ou encore Hekesas, l'épée éblouissante fabriquée sous terre par le nain Alfrik, maniée par le géant Ekka puis par Thiðrek (en) qui la lui prit, dans la saga de Thidrek[1],[55].
- L’épée de vie de Freyr, qui avait le pouvoir de combattre seule. Freyr la cède à Skírnir contre la main de la géante Gerd, et ainsi désarmé meurt à Ragnarök.
- Fiskhkryggr « arête de poisson », épée de Magnus V de Norvège[7] dans la Saga de Magnus Erlingsson (no).
- Fodbred ou Fetbreid, épée de Thoralf Skolmson le Fort dans la Saga d'Olaf Tryggvason de Snorri Sturluson[7],[56].
- Gambanteinn (en) (vieux norrois « baguette magique ») apparaît dans deux poèmes de l’Edda poétique : Hárbarðsljóð entre les mains d’Hárbarðr (stance 20) et Skírnismál, dans celle de Skirnir (stances 25, 26 et 32).
- Gram (ou Balmung, ou parfois Adelring ; du norrois gramr, « courroucé, hostile »), épée de Siegfried, forgée par Völund, grâce à laquelle il tue le dragon Fáfnir. On l'appelle aussi Balmung. Voir l'Edda poétique et Sivard et Brynild[1].
- Hjörleifr, une épée volée dans un tertre funéraire et dont la lame était brillante, probable emprunt aux traditions irlandaises (cf. Claíomh Solais)[36].
- Hneitir, Hnæite[57] ou Hneiti[58], épée d'Olaf II de Norvège dans l'Edda de Snorri et dans la Saga de Saint Olaf [7],[59].
- Hǫfuð, Havfut ou Hoefud (« tête d’homme ») est l'épée de Heimdall dans la mythologie nordique (Edda poétique[1],[60]).

- Hrotti, une des épées du trésor du dragon Fáfnir que Siegfried prend comme butin, après l'avoir tué[61]. Le nom de Hrotti est parfois rapproché de Hrunting (cf. la partie "Autres épées légendaires des îles Britanniques")[62].
- Hvittingi, une des épées de Halfdan le Noir dans la Geste des Danois de Saxo Grammaticus[7].
- Jokulsnautr : cf. Ættartangi[51].
- Kvernbitr (« coupe-meule »), l'épée de Håkon Ier de Norvège. Cimeterre donné par le roi anglais Æthelstan à Håkon. Sa poignée était en or selon l'Edda de Snorri[7],[63].
- Lævateinn (en) est une épée citée dans le poème Fjölsvinnsmál de l’Edda poétique.
- Lagulf est l'épée de Hildebrand dans la Þiðrekssaga[64].
- Leggbitr (en) (« coupe-jambe »), l'épée de Magnus aux pieds nus, roi de Norvège. Sa garde était faite d'une dent de baleine[7], dans l'Edda de Snorri.
- Logthi, épée de Ole Halfdansson dans la Geste des Danois de Saxo Grammaticus[7],[65].
- Lovi ou Laufr, une des épées de Bödvar Bjarki dans l'Histoire de la Norvège (no) de Torfaeus ou chez Saxo Grammaticus. C’est son épée de famille, on la retrouve dans un autre texte enterrée avec le roi Hrolfr[7],[51].
- Lysingi ou Liusingi, une des épées de Halfdan le Noir, avec laquelle il tue son demi-frère, dans la Geste des Danois de Saxo Grammaticus[7]. Elle avait appartenu à son grand-père Ingel (peut-être Yngvi)[51].
- Mimung (en), Miming, Memering ou Mimring, épée forgée par Véland pour son usage propre, puis transmise à son fils Witege, Wittich ou Vidrik (en) selon la Thidreksaga[1],[66].
- Mistiltein est l'épée de Hrómund Gripsson dans la Hrómundar saga Gripssonar, une saga légendaire tardive, et du héros danois Seming[7]. Elle appartint d’abord à Thráin, qui après avoir régné au Valland et tué avec 420 hommes — dont le roi suédois Seming — se retira dans un tumulus avec ses richesses, y devenant un draugr. Hrómund l’y combattit et s'empara de l’épée.
- Nadur, cimeterre d‘Egill, associé à ses combats mortels, dans la saga d'Egill, fils de Grímr le Chauve[67],[7],[51].
- Nagelringr, épée de Thidrek (en) dans la saga de Thidrek, fabriquée par le nain Alfrik[1]. Elle réapparait dans Beowulf sous le nom de Nægling.
- Neiter ou Neite : cf Hneitir.
- Ridill (« gui » en vieux norrois, ou Refil dans la Skaldskaparmal) est l’épée de Regin dans l'Edda de Snorri[7],[68].
- Risanöt, épée du géant Grimmer, fils de Grimolf dans la Gothrici (en) & Rolfi (en) Regum Historia[69] d’Olaus Verelius (en) Uppsala, 1664[7].
- Scarde, épée du roi André[Qui ?], qui prêt de mourir l'envoie au comte de Skuli[Qui ?] avec son bouclier[7]. Citée dans la Saga des rois de Norvège de Snorri Sturluson[réf. souhaitée].
- Screp, épée du roi danois Varmund. Elle coupait toujours par le milieu les objets qu'on lui opposait selon la Geste des Danois de Saxo Grammaticus[1].
- Skofnung l'épée de Hrólf Kraki, roi de Danemark, selon In Notis ad Saxonem Grammaticum de Stephanius (da) et Thomas Bartholin le Jeune[7]. Serait habitée par l'âme de ses douze gardes du corps, les berserks, et aurait été volée dans son tertre funéraire par des Islandais quelques siècles plus tard. Le soleil ne doit jamais luire sur sa poignée, et elle ne doit pas être tirée en présence d’une femme selon la saga de Laxdæla[51].
- Svirtir est une des épées de Bödvar Bjarki chez Saxo Grammaticus. C’est son épée personnelle, dont il dit qu’elle « lui a donné son nom de guerrier »[70].
- Tyrfing, l'épée maudite possédée par Svafrlami, puis Arngrim, Angantyr (en) et Hervor (en) dans la mythologie nordique (Saga de Hervor et du roi Heidrekr et Edda poétique). Elle fut forgée par les Nains Dvalin et Durin sous la contrainte du roi Svafrlami[1].

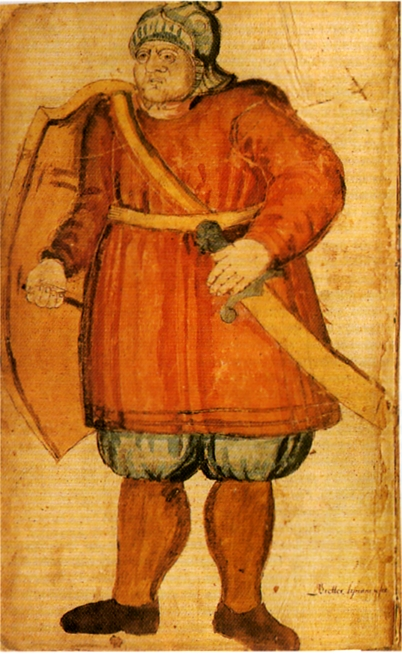
Grettir armé d’une de ses épées (manuscrit islandais du XVIIe siècle.
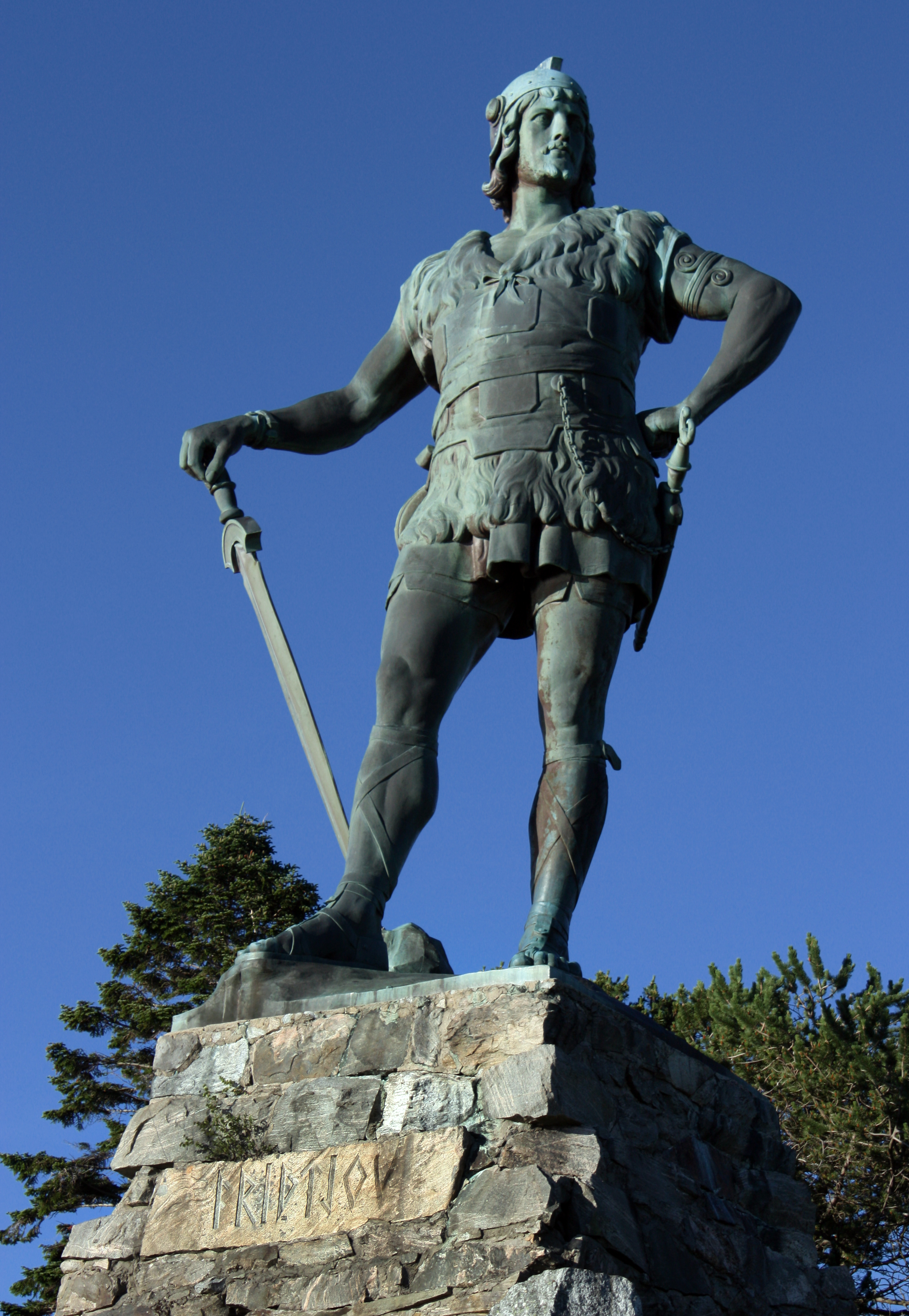
Frithjof (Max Unger, 1913
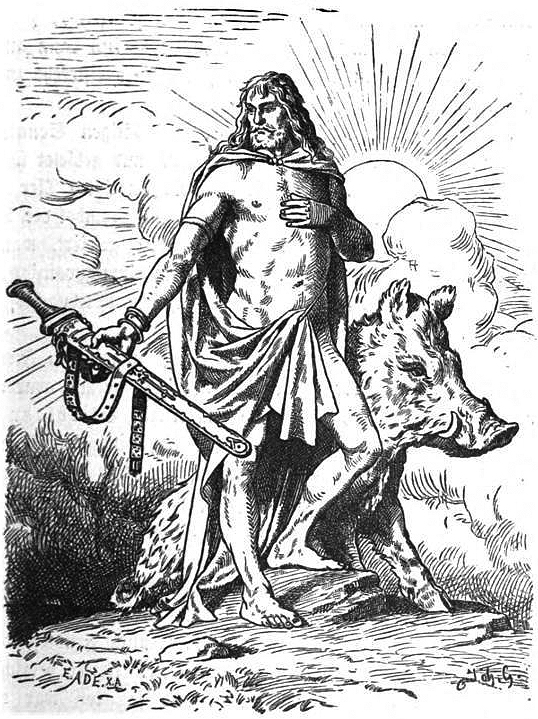
Freyr, par Johannes Gehrts, l’épée à la main.
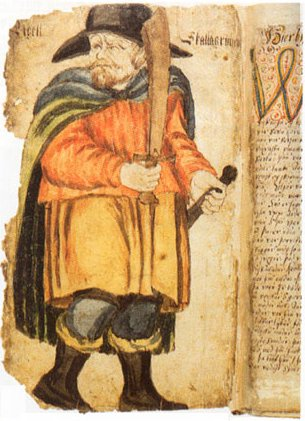
Egill Skallagrímsson dans un manuscrit de l’Egill saga du XVIIe siècle
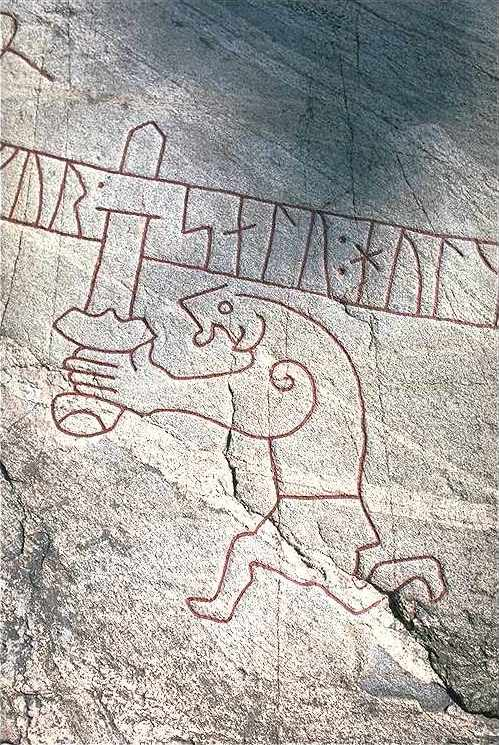
Sigurd armé de Gram, gravé dans la pierre de Ramsund vers l'an 1000, en Suède.
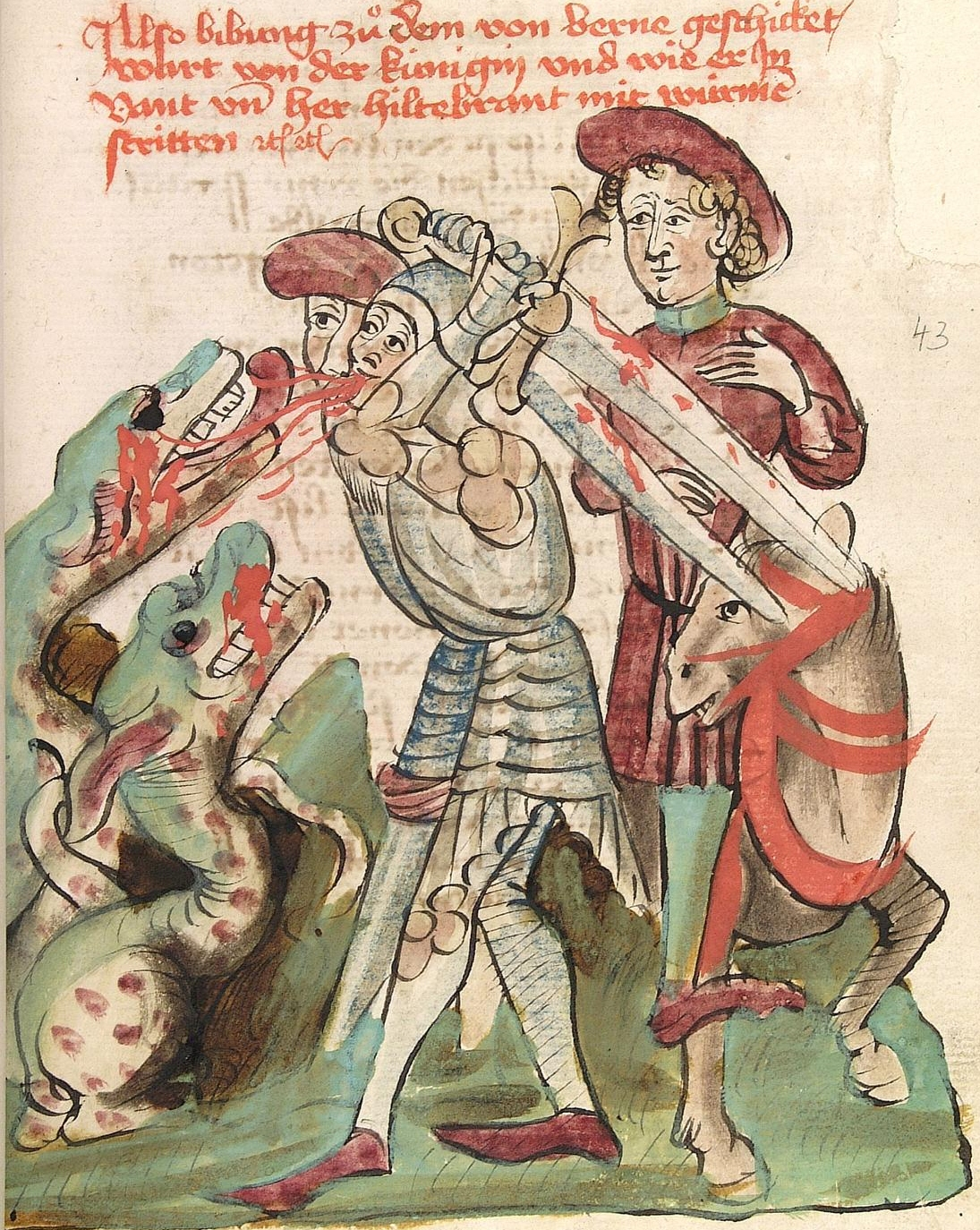
Scène du poème Virginal : Þiðrek et Hildebrand combattent les dragons. UBH Cod.Pal.germ. 324 fol. 43r
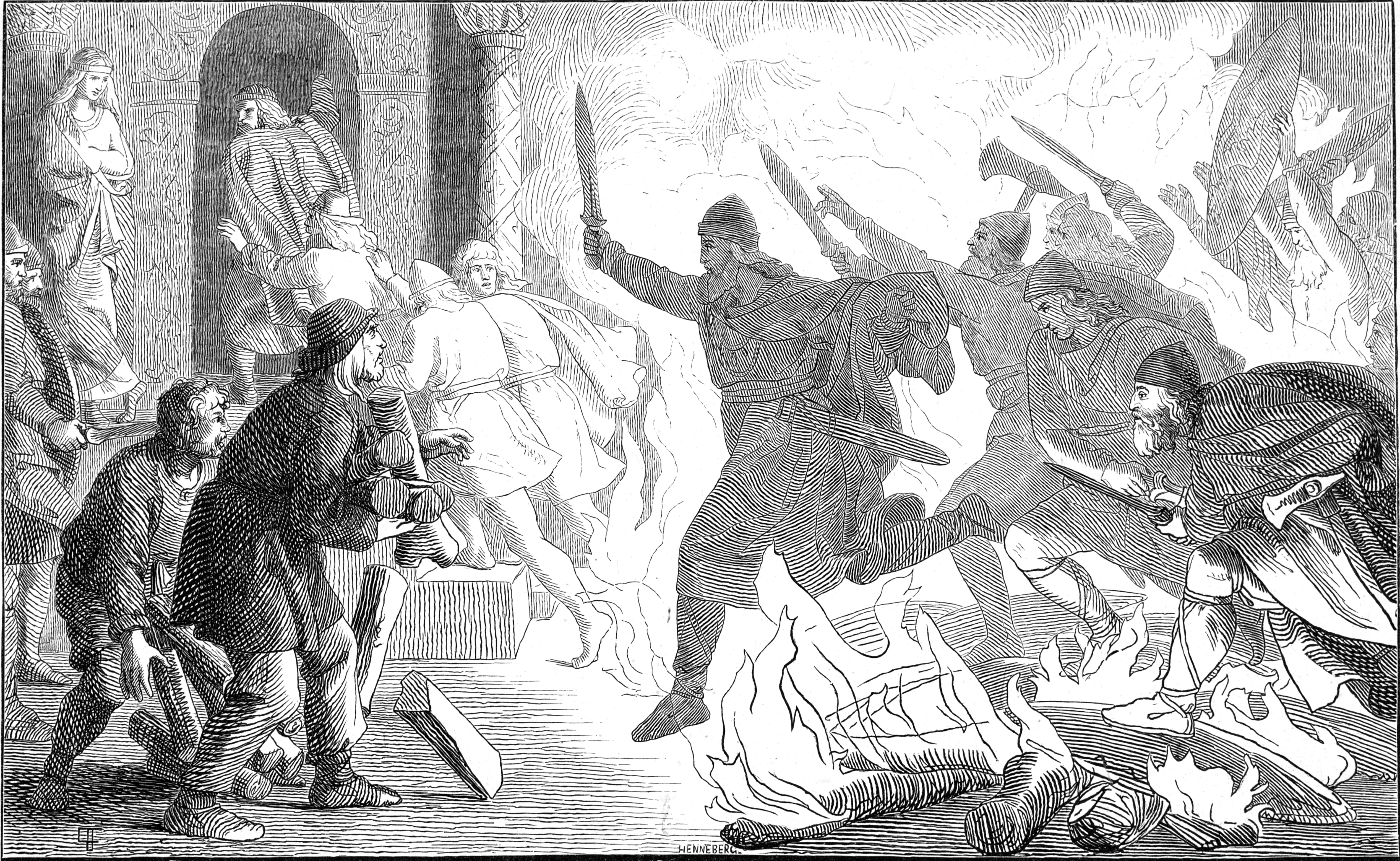
Hrólf Kraki brandissant (possiblement) Skofnung. Frolich, 1850.
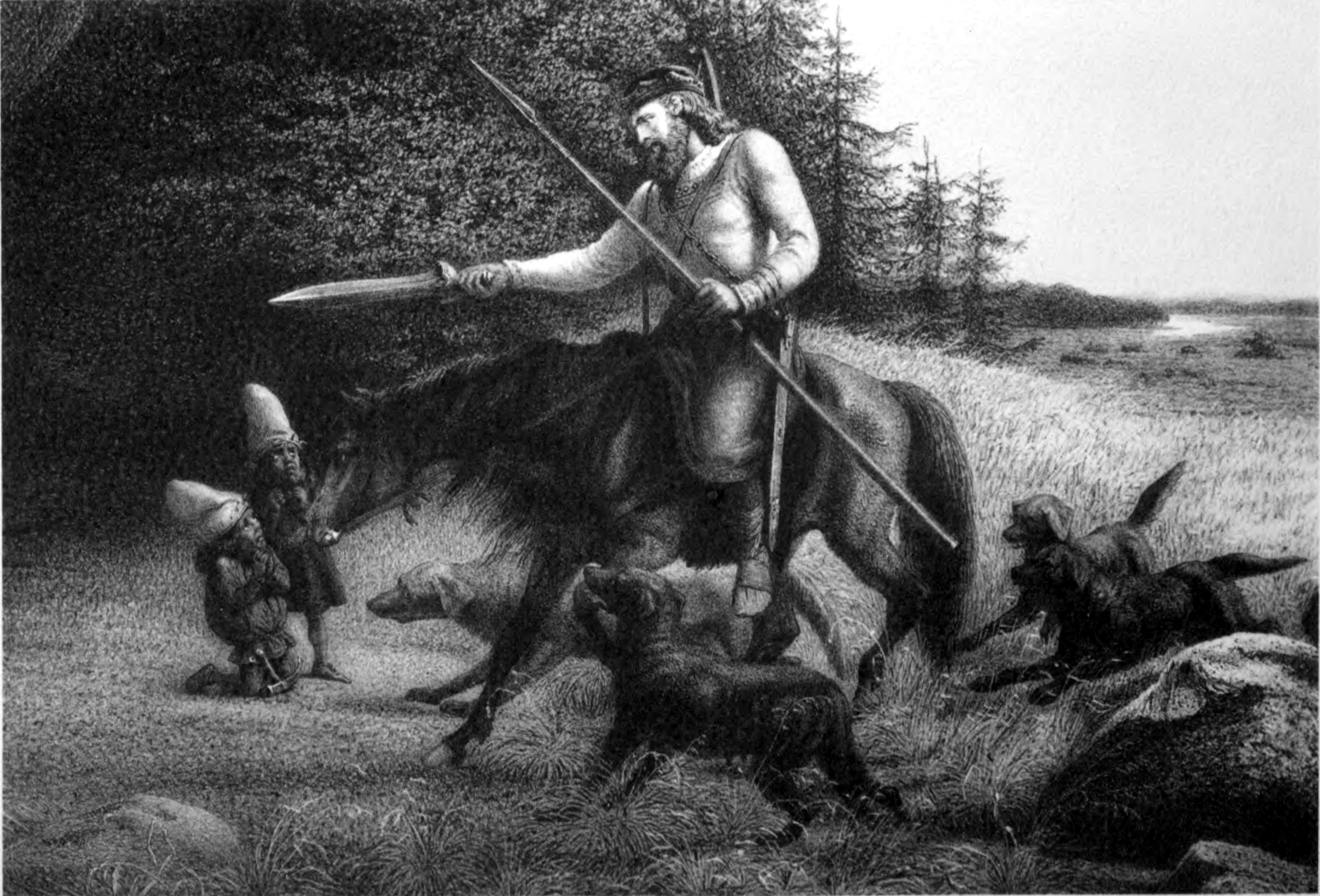
Le roi Svafrlami et l'épée Tyrfing.

## Épées dans lamythologie germanique
- Adelring (cf. Gram dans la partie "Épées de la mythologie nordique"), du norrois « noble épée », autre nom de Balmung dans Sivard et Brynild[1].
- Balmung est l'épée de Sigmund puis de son fils Siegfried, de Hagen et de Ehriemhild dans la Chanson des Nibelungen. Forgée par Völund, elle est brisée en deux par Sigmund dans son combat contre Odin, puis Siegfried la répare[1].
- Brinnig, dans le Deutsche Heldensage de Wilhelm Grimm[1].
- Freise, épée d'Hildebrand (de) dans le Deutsche Heldensage de Wilhelm Grimm[1].
- Gleste, épée d'Eckehard zu Breisach forgée par Aniseax selon le Deutsche Heldensage de Wilhelm Grimm[1].
- Gram (cf. Gram dans la partie "Épées de la mythologie nordique").
- Nothung, autre nom de Balmung.
- Ridill (cf. Ridill dans la partie "Épées de la mythologie nordique"), une des épées du trésor du dragon Fáfnir que Siegfried prend comme butin, après l'avoir tué[71].
- Rôse, donnée par le roi des Nains Alberich à Ortnit (en) dans la Chanson des Nibelungen[1].
- Schritt, épée de Biterolf (en) forgée par Mime-le-Vieux, maître de Veland dans Deutsche Heldensage de Wilhelm Grimm[1].
- Wasken, épée d'Iring, margrave de Danemark dans la Chanson des Nibelungen[7],[72].

## Épées d’Europe de l’Est
- L'épée d'Attila, arme et sceptre du roi des Huns, sur un succédané de laquelle la dynastie hongroise des Arpad fonde sa légitimité au XIe siècle.
- Grus, l’épée historique de Boleslas III Bouche-Torse, prince de Pologne au début du XIIe siècle[réf. souhaitée].
- Mech-kladenets est dans les contes russes une épée magique, souvent cachée dans un mur, sous un rocher ou un arbre, où elle attend le chevalier errant légendaire (bogatyr) qui seul pourra la brandir[73],[74].
- Mech-samosek (en), l’ « épée qui chante seule » est une arme récurrente du folklore russe. Les commentateurs ne s’accordent pas pour la distinguer ou non de mech-kladenets. L’une d’entre elles, « Asp-le-serpent » (Аспид-змей), a été cachée dans un mur sur l’ordre de son propriétaire, Nabuchodonosor II[75].
- Szczerbiec, l'épée de Boleslas Ier de Pologne. Son nom signifie « l'épée aux entailles » ou « l'ébréchée » car selon la légende Boleslas l'aurait utilisée pour frapper les barres de la grande porte dorée de Kiev, ce qui aurait entaillé l'épée. Une épée de ce nom, dont l'entaille est destinée à porter des reliques, a été utilisée pour le couronnement des rois de Pologne.

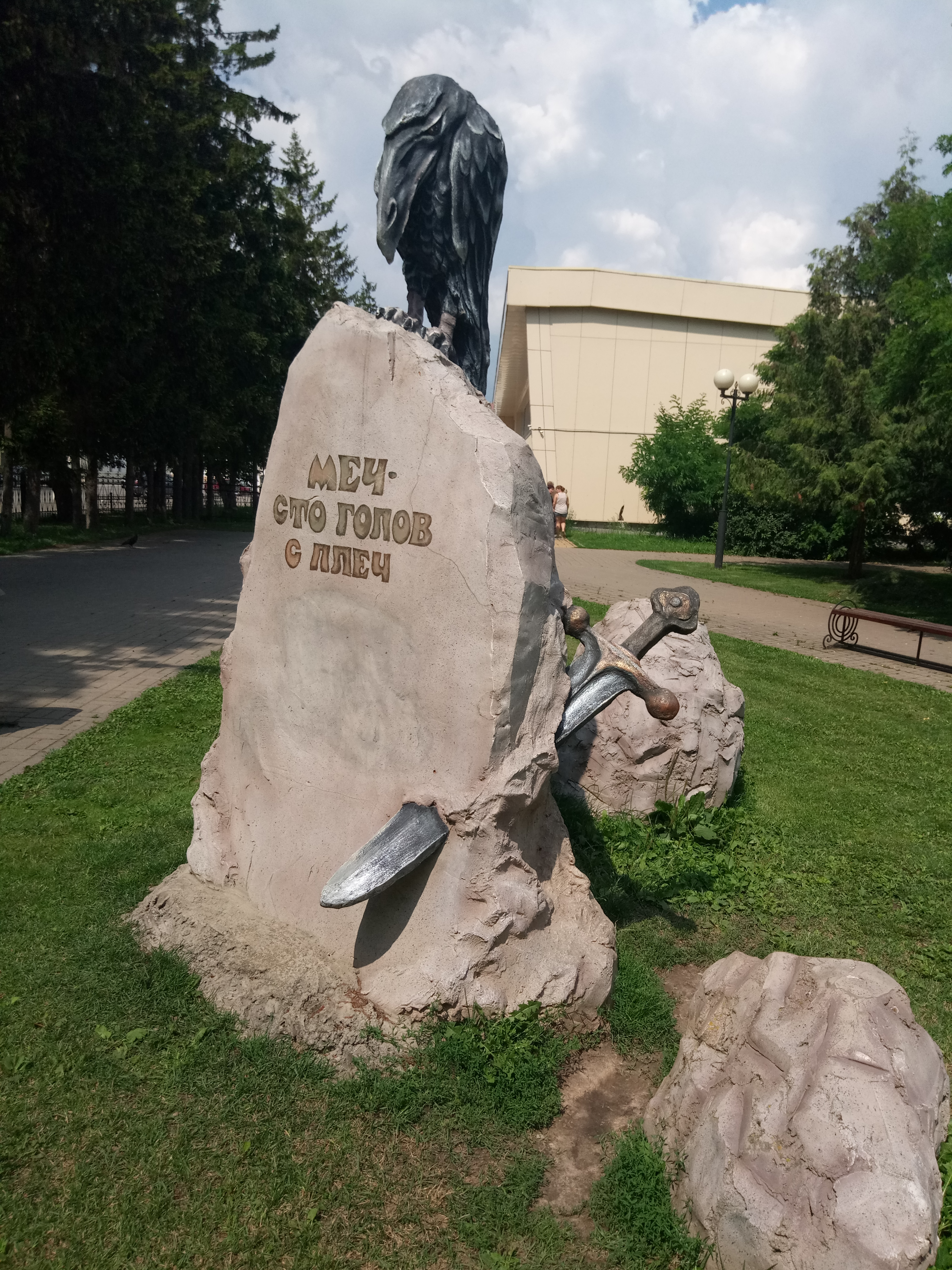
L'Épée Kladenets dans le parc de Kozelsk.
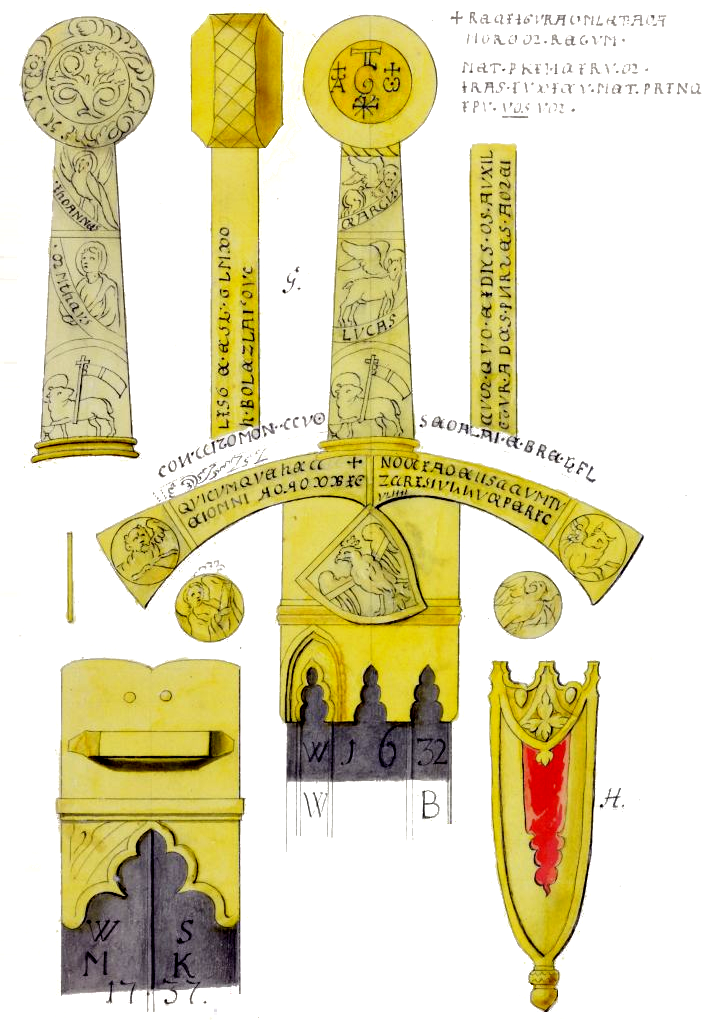
Croquis de Sczerbiec (vers 1764).

## Épées gréco-romaines

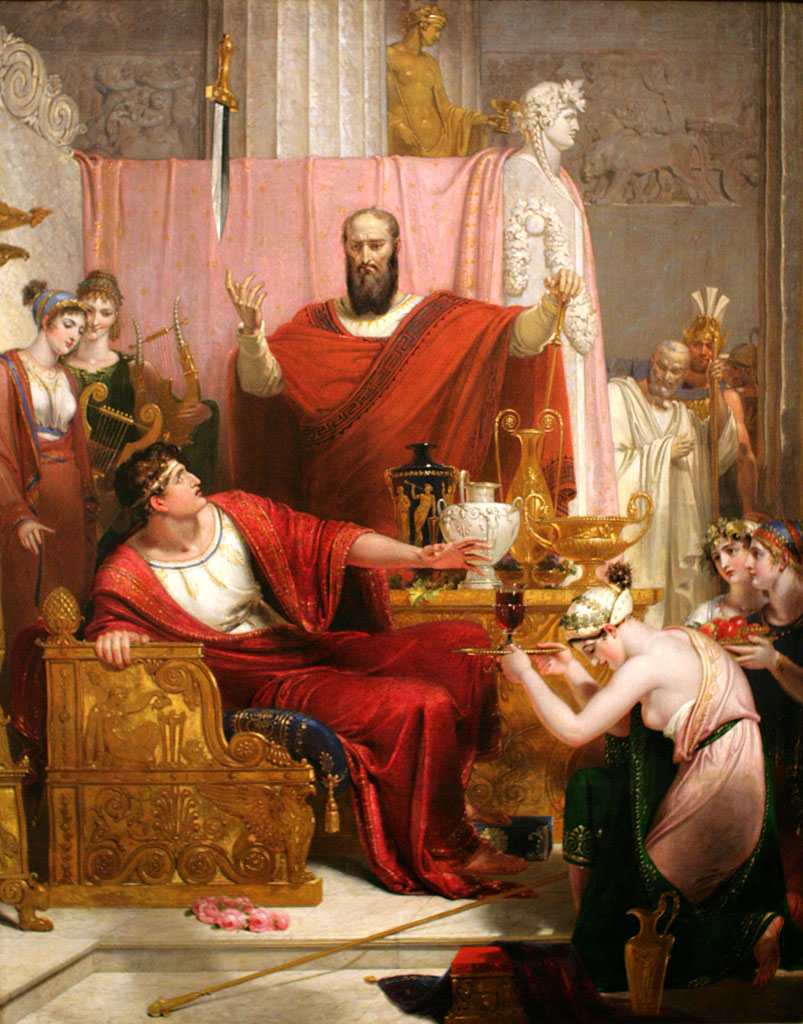
L'Épée de Damoclès, par Richard Westall (1812).

- L’épée de Damoclès, que Denys l'Ancien, tyran de Syracuse maintint suspendue par un crin de cheval au-dessus de la tête de Damoclès pour lui faire prendre conscience des risques associés au pouvoir d’un tyran.

## Autres épées d'Europe
- Lucebel (« la bien luisante »), épée de Vivian dans le Malagys ou Madoc flamand[Quoi ?][7].
- Rosebrant, épée de Seghelyn de Jérusalem[1] dans le roman flamand du début du XVIe siècle Historie van Seghelyn van Iherusalem[76].
- Sentient, sabre du héros serbe Marko Mrnjavčević, que lui seul pouvait tirer du fourreau. Sur le point de mourir, le roi Marko brise son sabre en quatre morceaux « pour qu’aucun Turc ne puisse le prendre »[70].

## Épées duMoyen-Orient
- Al-'Adb (arabe : العَضب, « tranchant ») une des neuf épées de Mahomet[77], donnée par un ami avant la bataille de Badr. Elle fait actuellement partie du trésor de la Mosquée Al-Hussein (en) au Caire[réf. souhaitée].
- Al-Battar (arabe : البَتَّار), l'épée de Goliath. Après avoir triomphé du géant Goliath, le roi David la prit pour le décapiter et la conserva comme butin. Son nom signifie « l'épée des prophètes ». Elle comporte plusieurs inscriptions en nabatéen et en arabe avec plusieurs noms de personnages bibliques : David, Salomon, Moïse, Aaron, Josué, Zacharie, Jean, Jésus et Mahomet. Elle comporte aussi une gravure montrant l'exploit du roi David décapitant Goliath. Cette épée fut prise par Mahomet comme butin après avoir triomphé sur la tribu juive des Banu Qurayza. Selon la légende musulmane, ce sera cette épée que Jésus utilisera quand il reviendra sur Terre pour vaincre l'Antéchrist. C'est une épée droite à lame assez large de 101 cm de long. Elle fait partie des neuf épées dites de Mahomet et serait conservée au trésor du Musée Topkapı à Istanbul[réf. souhaitée].
- Al-Ma'thur (arabe : المأثُوُر, « piquante ») ou Ma'thur al-Fijarm est une des neuf épées de Mahomet, une de ses premières[77], qui lui aurait été léguée par son père. C'est une épée droite à lame fine de 99 cm de long. La poignée en or est en forme de deux serpents et est incrustée d'émeraudes et de turquoises. Près de la poignée est écrit en kufi le nom de son père, Abd-Allāh ibn Abd al-Muttalib. Elle fait actuellement partie du trésor du Musée Topkapı à Istanbul[réf. souhaitée].
- Al-Mikhdham (arabe : المِخذَم, « bien-affilée ») est une des neuf épées de Mahomet. Elle proviendrait du butin d’un raid[77] mené en Syrie. Sa lame mesure 97 cm. Elle se trouve aujourd’hui au Musée Topkapı à Istanbul[réf. souhaitée].
- Al-Qadib (arabe : القَضيب, « déliée ») est une des neuf épées de Mahomet, cadeau de son gendre Ali[77]. C'est une épée droite, à lame très fine de 100 cm de long. Elle ressemblait dit-on à une baguette et n’était pas utilisable dans les batailles. Une épée présentée comme elle fait actuellement partie du trésor du Musée Topkapı à Istanbul[réf. souhaitée].
- Al-Rasub (arabe : الرسَّوب, « pénétrante ») est une des neuf épées de Mahomet[77], dont on dit qu’il la tenait de sa famille. Sa lame mesure 140 cm. Elle est conservée au Musée Topkapı à Istanbul[réf. souhaitée].
- Ascalon, épée de saint Georges, avec laquelle il tranche la tête du dragon en Libye après l’avoir terrassé d’un coup de lance[47].
- Dhû'l-fiqâr : voir Zulfikar.
- Haft (arabe : الحتف, « la ruine » ou « la mort ») est une épée que le roi David se serait forgé lui-même après que Dieu lui aurait appris le travail du fer et la fabrication des armes comme récompense pour avoir terrassé le géant Goliath. Il aurait pris pour modèle Al-Battar, l'épée de Goliath, réalisant une lame large de 112 cm de long. L’arme aurait été prise par Mahomet comme butin lors de sa victoire sur la tribu juive des Banu Qaynuqa, faisant depuis lors partie des neuf épées dites de Mahomet. Une épée présentée comme telle est aujourd’hui au Musée Topkapi à Istanbul[réf. souhaitée].
- Hamy ou Dhamy, épée d'Antar dans Le Roman d'Antar[1],[78].
- Qal'i (arabe : القلعى) est une des neuf épées dites de Mahomet, qu’il aurait prise comme butin lors de sa victoire sur la tribu juive des Banu Qaynuqa. C'est une épée droite à lame ondulée de 100 cm de long. Une arme présentée comme tel est actuellement au Musée Topkapi à Istanbul[réf. souhaitée].
- L’épée de saint Pierre est une relique chrétienne, aujourd'hui conservée au Musée archidiocésain (pl) de Poznań. L'apôtre Pierre l'aurait utilisé pour trancher l'oreille de Malchus, un serviteur de Caïphe, le grand prêtre du temple de Jérusalem, lors de l'arrestation de Jésus au Gethsémani[79].

- Samsamha, l'épée de Hâroun ar-Rachîd, calife de Bagdad à la fin du VIIIe siècle[80].
- Shamshir-e Zomorrodnegar (persan : شمشیر زمردنگار), « l’épée constellée d'émeraudes ») est mentionnée dans l’histoire Amir Arsalan (en) de la mythologie perse, où elle seule peut vaincre le démon Fulad-zereh (en). Cette lame aurait à l’origine appartenu au Roi Salomon[réf. souhaitée].
- Zulfikar, une des neuf épées de Mahomet. Son nom signifie « celle qui a l'épine ». C'est une épée droite à 2 pointes que Mahomet aurait donnée à son gendre Ali ibn Abi Talib lors de la bataille de Uhud[réf. souhaitée].

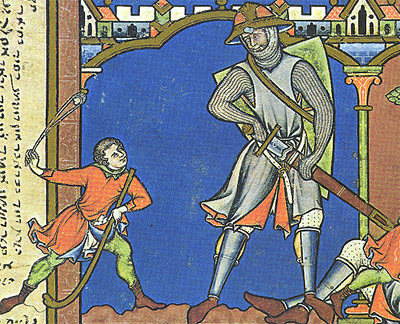
Goliath et son épée « A-Battar ».
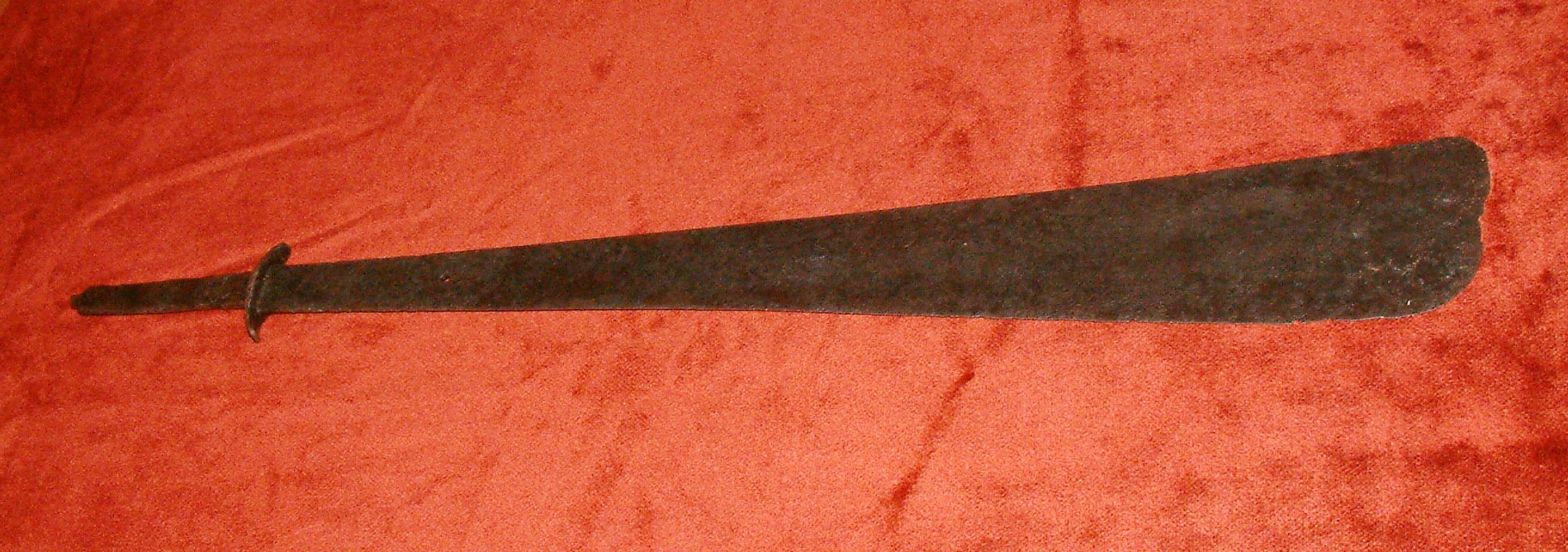
Épée dite « de saint Pierre » conservée au Musée archidiocésain de Poznań.
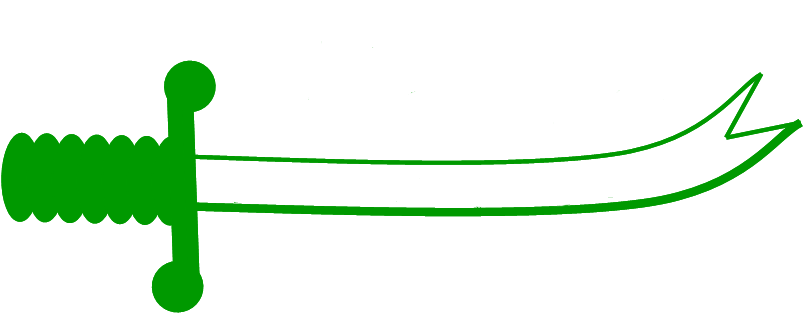
Une représentation symbolique de Zulfikar.

## Épées de lamythologie chinoise
- Feijian, une épée de la mythologie chinoise, empruntée par Lü Dongbin à Zhenwudadi pour vaincre les esprits de la tortue et du serpent.[réf. souhaitée]
- Han Jiang et Mo Ye (en), des épées jumelles chinoises nommées selon leurs forgerons.[réf. souhaitée]
- Gloire de dix pouvoirs, une épée chinoise légendaire, supposée avoir été forgée au Tibet par un couple de magiciens, selon l’ancienne tradition Bön.[réf. souhaitée]
- Huàyǐng, une branche qui se transforma en épée dans la main de l’empereur Zhuanxu, et qui avait le pouvoir de commander aux éléments et aux animaux.[réf. souhaitée]
- Kunwu, l’épée que donne Jiutian Xuannü à Huangdi pendant sa guerre contre Chiyou. Elle pouvait tuer même des dieux ou des démons et repoussait la magie noire.[réf. souhaitée]
- Téngkōng, l’épée qui descendit du ciel entre les mains de l’empereur Zhuanxu. Elle pouvait entrer en lévitation et pointait alors dans la direction de la guerre.[réf. souhaitée]

## Épées de lamythologie japonaise
- Mech-samosek (en) (天羽々斬?, lit. « coupe divine de la plume »), autre nom de Ame-no-ohabari.
- Ame-no-Ohabari (天の尾羽張?, lit. « plume de la queue divine ») est l’épée utilisée par Izanagi pour décapiter son fils Kagutsuchi, le dieu du feu[81].
- Futsu-no-Mitama, une épée de Takemikazuchi, le dieu du tonnerre, qu’on conserverait dans un temple de Nara[réf. souhaitée].
- Honjo Masamune (l'un des katana personnels des shogun Tokugawa, dont on a perdu la trace à la fin de la Seconde Guerre mondiale), Musashi Masamune (qui aurait été porté par Miyamoto Musashi), Fudō Masamune (un tantō avec un horimono représentant la divinité bouddhiste Fudō Myō'ō), Kyōgoku Masamune, Hōchō Masamune, Kote-giri Masamune ou encore Daikoku Masamune sont au nombre des katanas historiques forgés par Masamune au XIVe siècle.
- Inoshishi-giri (猪切?, « tueuse de sanglier ») forgée par Fujiwara Masazane (un disciple de Muramasa), avec laquelle Sakai Tadatsugu aurait tué un sanglier sauvage au cours d’une chasse avec Tokugawa Ieyasu[82].
- Juuchi-yosamu (十千夜寒?, « 10 000 nuits froides ») est une épée forgée par Muramasa Sengo. Placée dans le lit d’un ruisseau, sa lame coupait en deux tout ce que le courant lui présentait : poisson, feuille morte, etc. (voir Yawarakai-te). D’autres sabres de Muramasa sont restés dans la légende, comme Myōhō Muramasa ou Kabutowari Izumi-no-kami Kanesada un wakizashi porté par le héros Saigo Takamori.
- Kogarasu-maru (« petit corbeau ») est une épée tachi attribuée au forgeron légendaire Amakuni (VIIIe siècle). Elle fait aujourd’hui partie de la collection impériale du Japon.
- Kogitsune-maru (le « petit renard »), épée que la divinité-renard Inari aurait aidé le forgeron Munechika à fabriquer à la fin du Xe siècle.
- Kusanagi-no-tsurugi, épée légendaire du Trésor impérial du Japon confiée par Amaterasu à son petit-fils le prince Ninigi-no-Mikoto. Elle serait conservée dans un monastère de Nagoya.
- Sakegari-no-tachi (十拳剣?, lit. « l'épée d'une envergure/portée de dix mains »), autre nom de Totsuka-no-tsurugi.
- Totsuka-no-tsurugi, l’épée avec laquelle Susanoo tue le dragon Yamata-no-Orochi.
- Yawarakai-te (柔らかい手?, « tendres mains »), l’épée légendaire du forgeron Masamune. Lors d’un concours avec son rival Muramasa, les poissons et feuilles mortes charriés par un ruisseau dans le lit duquel sa lame était plongée la contournaient (alors que Juuchi-yosamu, le sabre forgé par Muramasa, les tranchait), provoquant tout d’abord les moqueries du public, puis le respect quand on comprit que Yawarakai-te ne blessait pas pour de vaines raisons.

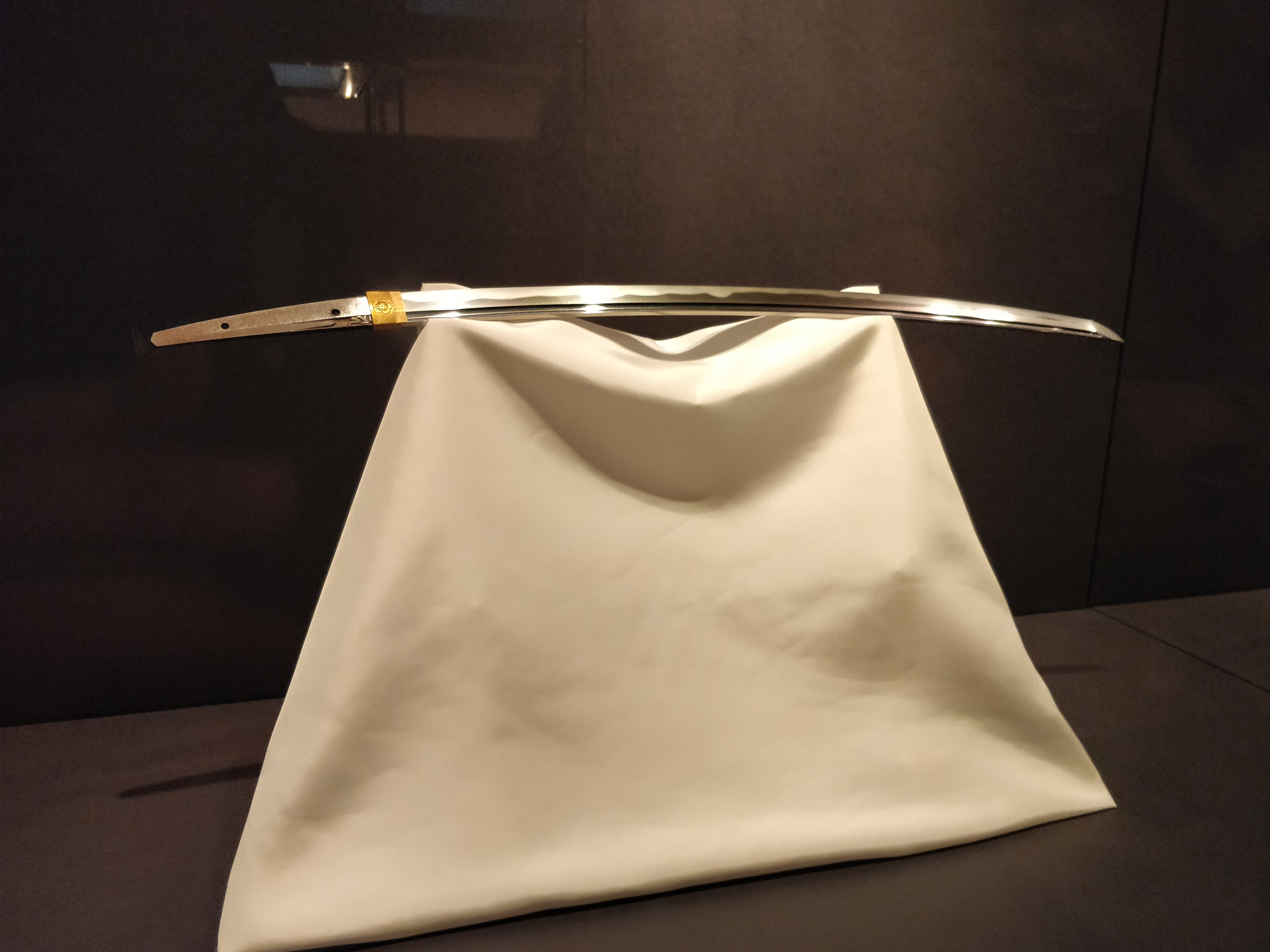
Le katana Kanze Masamune au Musée national de Tokyo
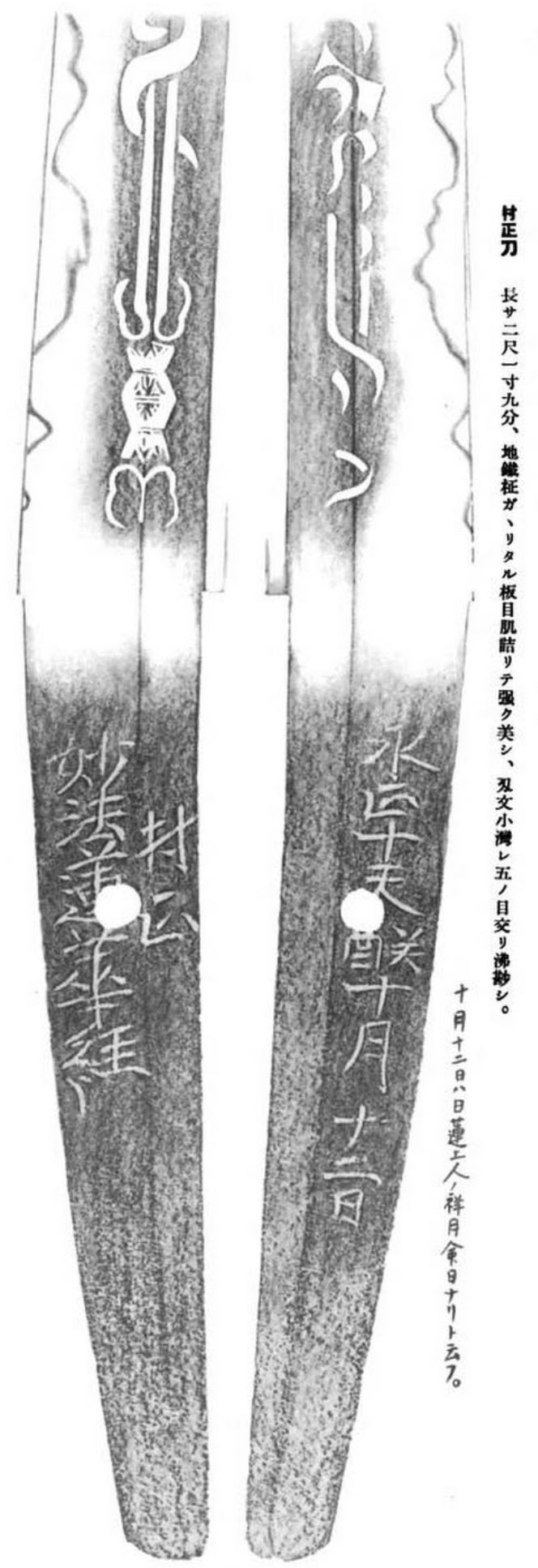
Myōhō Muramasa, dessin de 1933
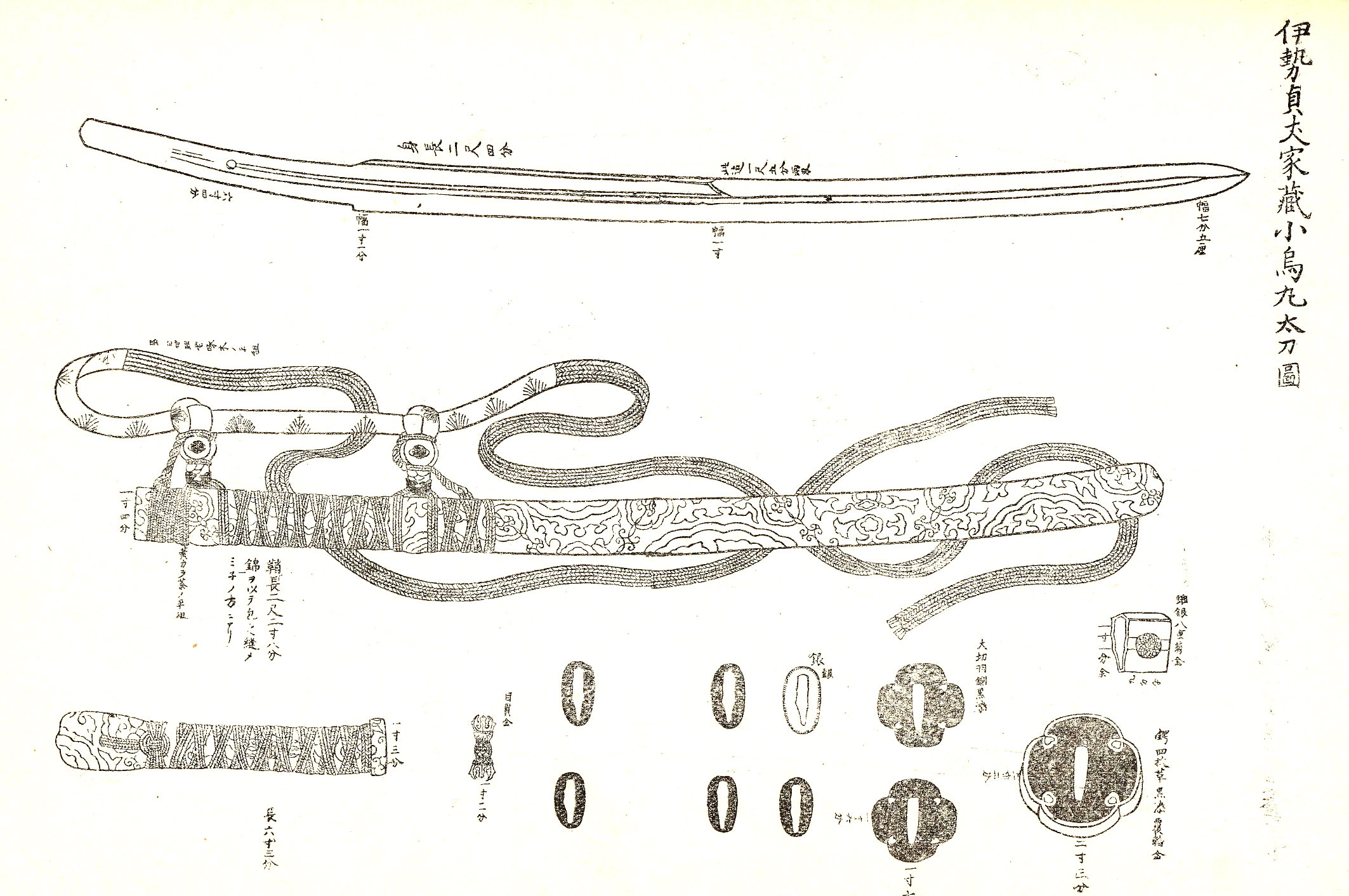
Kogarasu-maru
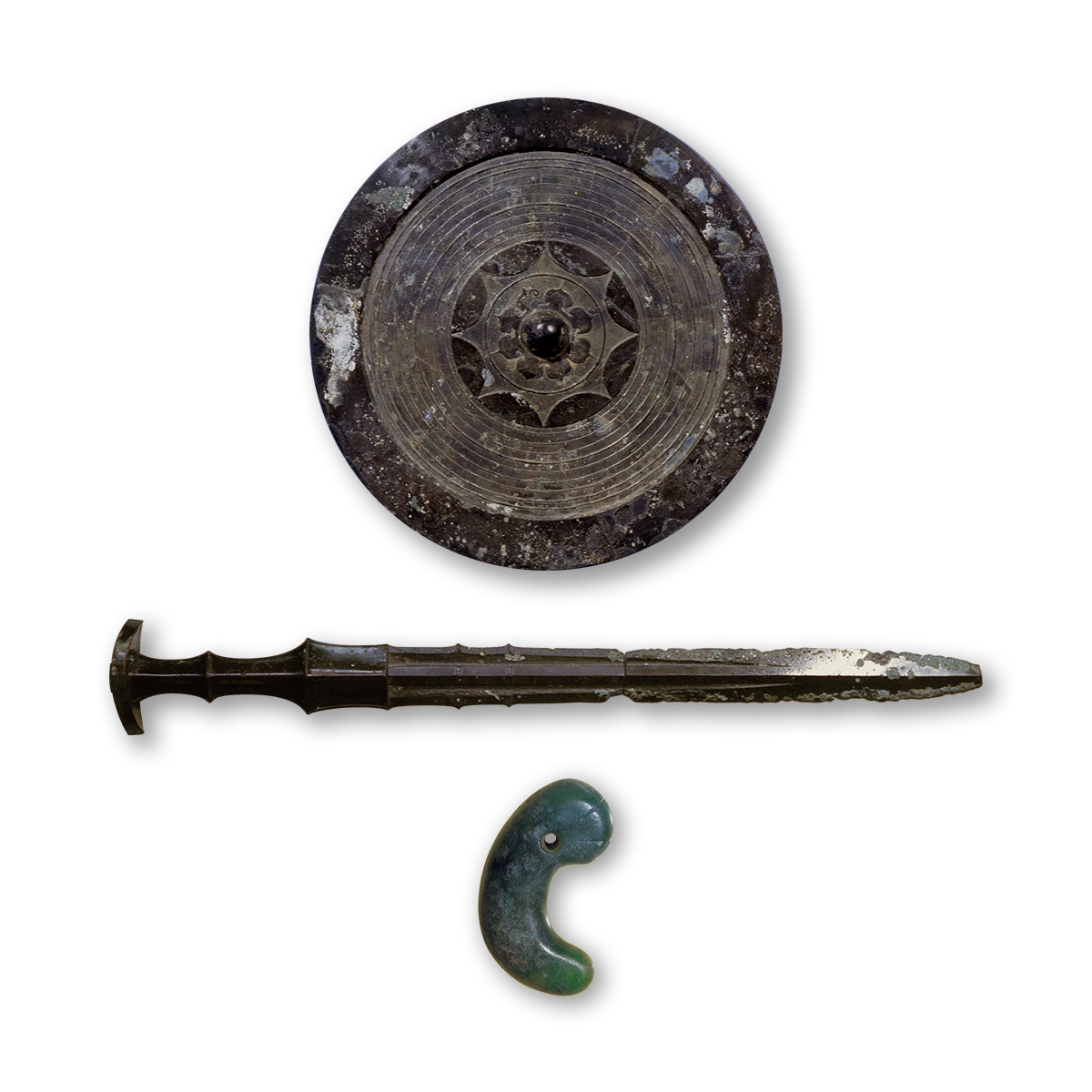
Représentations imaginaires du trésor impérial du Japon : l'épée Kusanagi, avec le miroir sacré et le pendentif magatama.
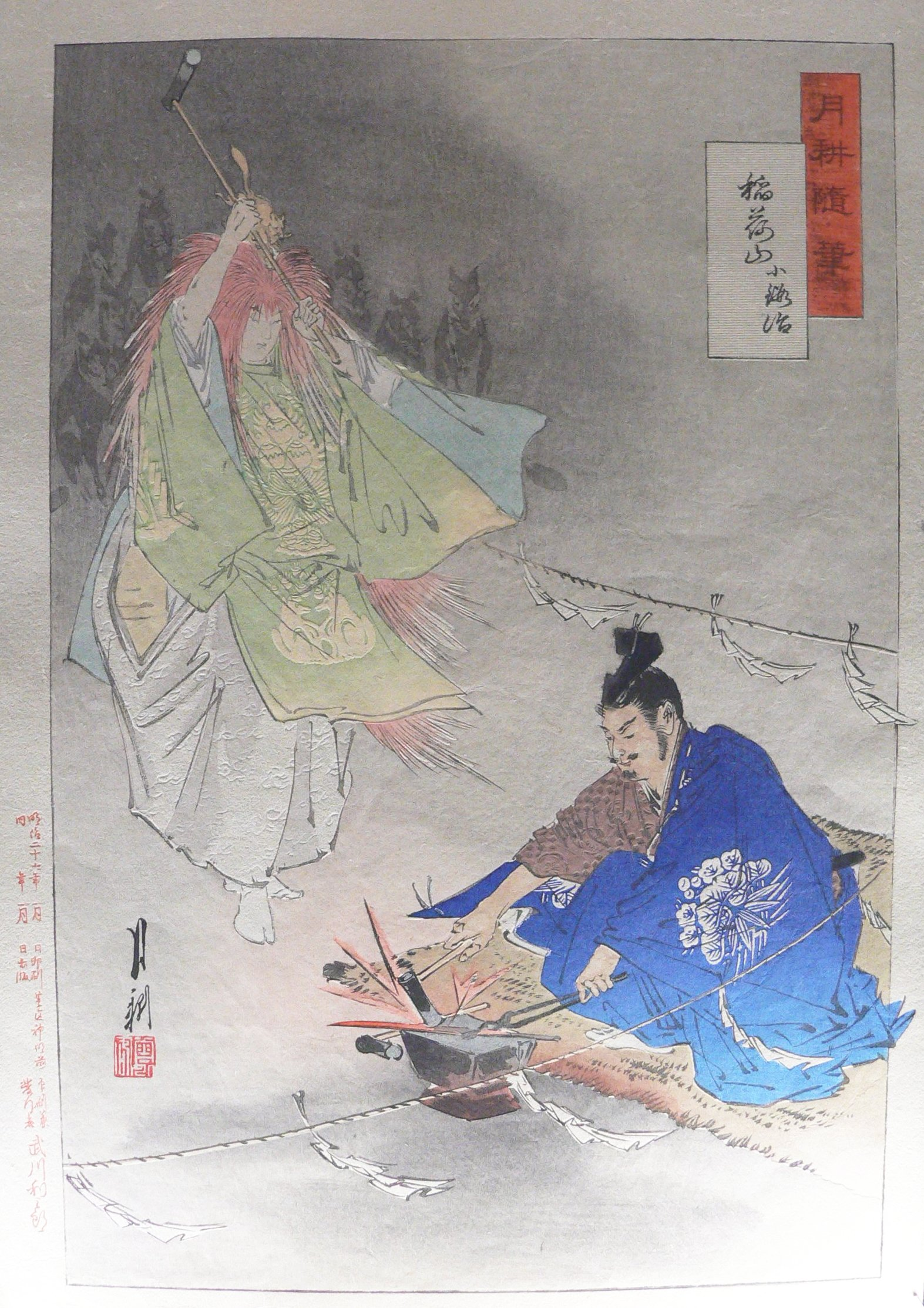
Inari et l’esprit du Renard aident Munechika à forger la lame de kogitsune-maru, estampe d’Ogata Gekkō.
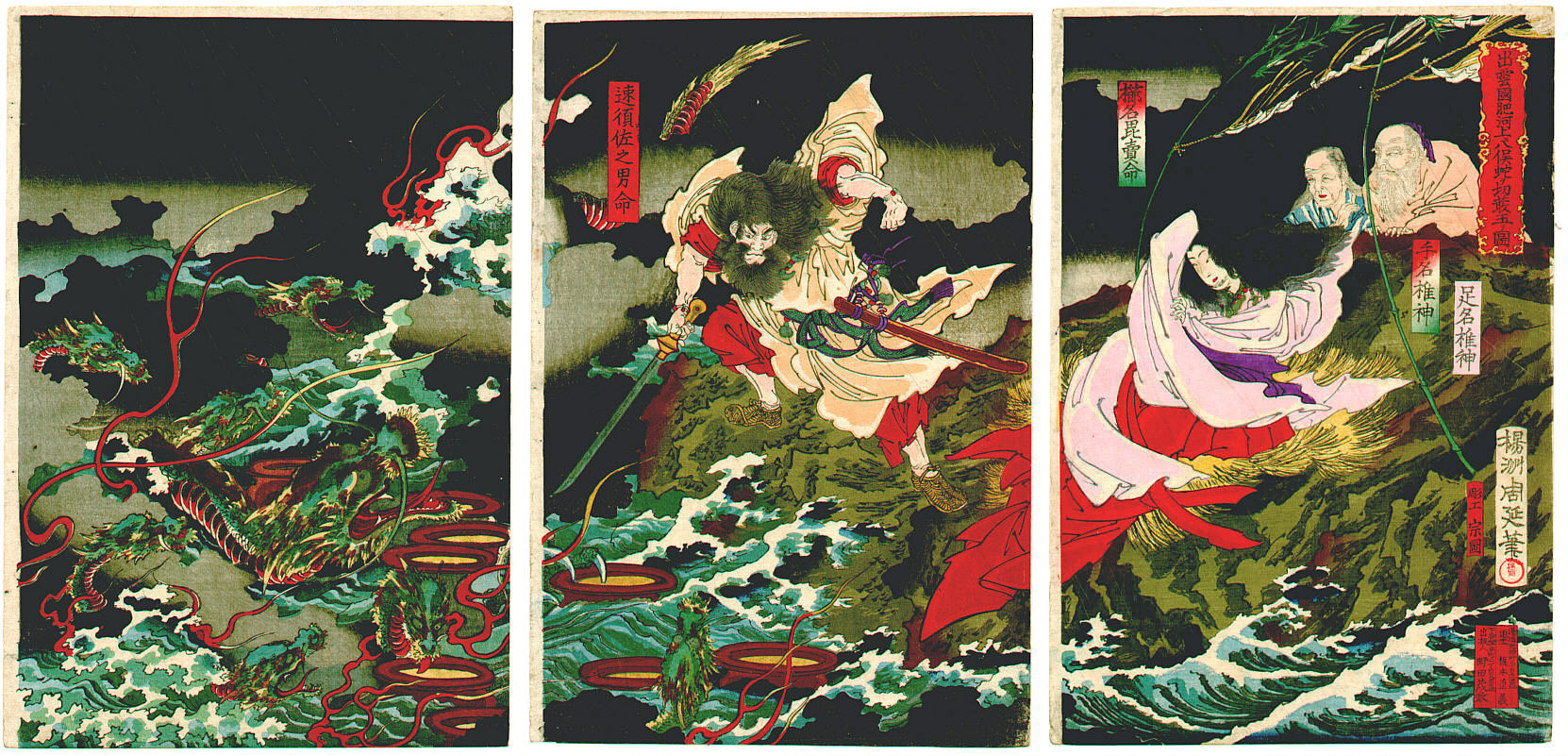
Susanoo, armé de Totsuka-no-Tsurugi, attaque le dragon, estampe de Toyohara Chikanobu.

## Épées desmythologies bouddhisteethindoue
- Asi (en), la première épée à avoir été forgée selon le Mahabharata[83].
- Chandrahas (en) est dans la mythologie hindoue l’épée indestructible que Shiva donne à Ravana, en l’avertissant que s’il s’en sert pour des causes injustes des jours seraient comptés et l’arme reviendrait à Shiva[84].
- Chandrahrasa est l’épée légendaire de Manjusri. Selon le Swayambhu Purana elle servit à fonder la vallée de Katmandou. Elle est représentée sur le drapeau de la ville.
- Girish est une épée portée par Shiva[réf. souhaitée].
- Houken, une épée métaphorique destinée à couper les désirs terrestres, portée par Acala.[réf. souhaitée]
- Nandaka (en) est l’épée du dieu Vishnu[85].
- Nistrimsha est l’épée de Pradyumna (en), le fils de Krishna[réf. souhaitée].
- Pattayudha est l’épée de Virabhadra, le commandant des armées de Shiva.[réf. souhaitée]

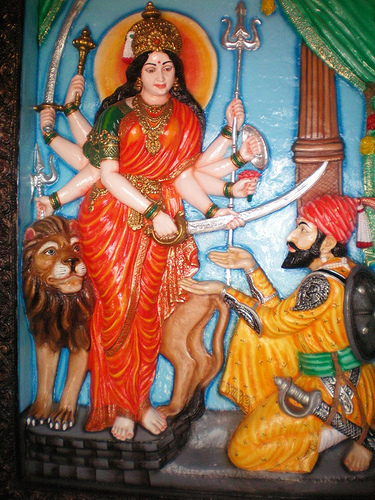
Bhâvanî donnant Chandrahas à Shivaji, Tuljapur.
Chandrahrasa sur le drapeau de Katmandou.
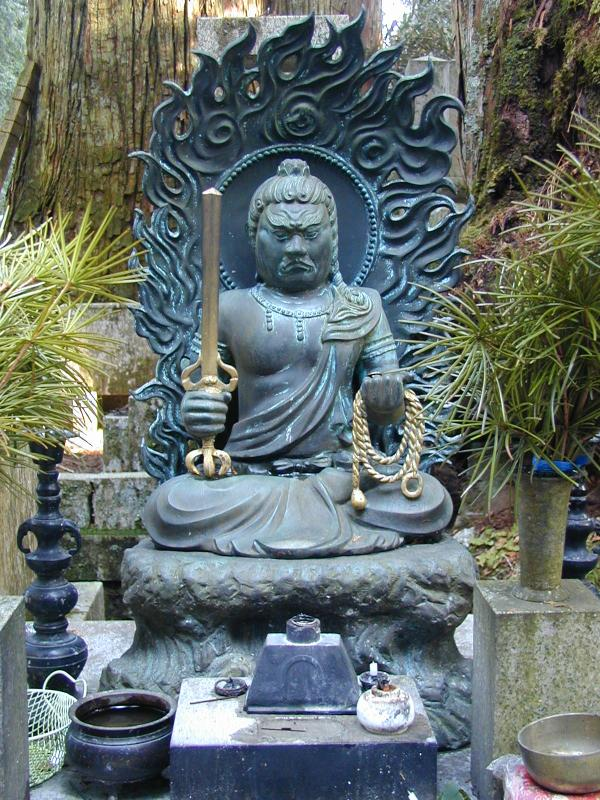
Acala brandissant Houken.
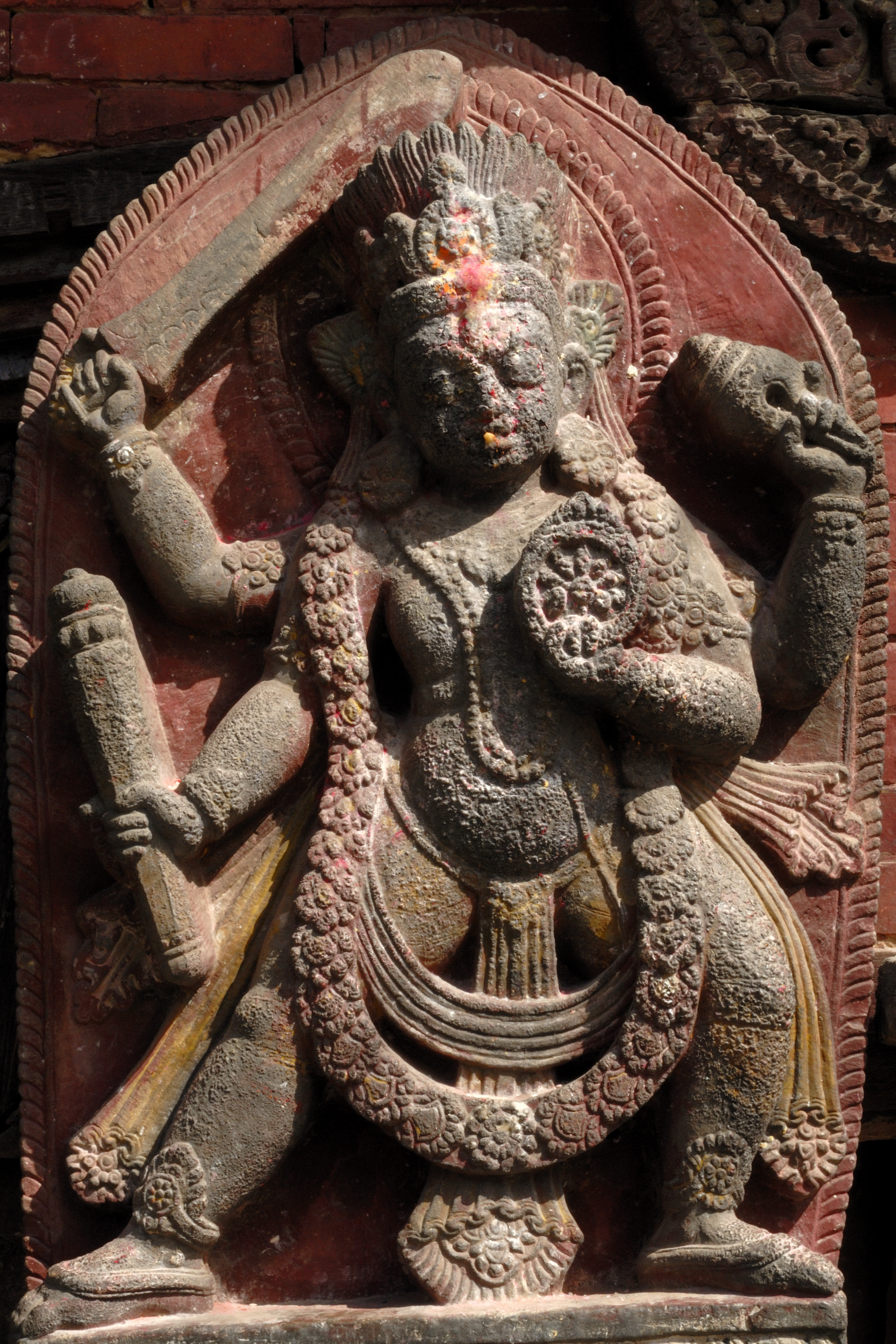
Vishnu armé d’une épée.

## Autres épées d'Extrême-Orient
- Cura Si Manjakini (en) est dans les annales malaises (en) l’épée de Sang Sapurba (en), l’ancêtre légendaire des rois malais.
- Kriss Taming Sari (en), la « fleur-bouclier », un kriss malais légendaire qui conférait l'invulnérabilité à son porteur, du temps où le sultanat de Malacca prend le dessus sur l'empire Majapahit au XVe siècle. Le Sejarah Melayu, un ouvrage de Tun Sri Lanang, raconte comment il passe des mains d'un certain Taming Sari à l'amiral Hang Tuah puis à son collègue Hang Jebat[86].

- Kriss Mpu Gandring (en) est un kriss légendaire de l'île de Java, dont l'histoire est racontée dans le Pararaton (Livre des rois). Vers la chute du royaume de Kediri au XIIIe siècle, Ken Arok commande une dague au forgeron Empu Gandring, puis en poignarde l'artisan quand il découvre que la pièce n'est pas terminée. Mourant, celui-ci prohétise que l'arme tuera sept hommes, dont Ken Arok lui-même, avant de disparaitre[87],[88].
- Kriss Setan Kober (en) (« démon de la tombe ») est un kriss du XVIe siècle qui tue son propriétaire, le puissant vice-roi du sultanat de Demak Arya Penangsang (en). Il a été forgé par Empu Bayu Aji du royaume de Pajajaran selon un motif à 13 ondulations (luk). Mais les hurlements d'un démon sorti de la tombe ont dérangé le forgeron alors qu'il lui conférait son pouvoir spirituel : le kriss en a gardé une nature diabolique, qui exarcerbe l'ambition et l'impatience de son porteur[89].
- Phra Saeng Khan Chaiyasi (en) (thaï : พระแสงขรรค์ชัยศรี, « sagesse du roi » ou « épée de la victoire ») est l’épée du trésor de la couronne de Thaïlande. Offerte en 1784 à Chao Phraya Apai Pubet du Cambodge par un pêcheur qui l’aurait prise dans ses filets, elle échut à son suzerain le roi de Thaïlande Rama Ier. Selon la légende, sept éclairs frappèrent simultanément Bangkok quand l’épée y fit son entrée[réf. souhaitée].
- Thuận Thiên (en) est l'épée légendaire du roi vietnamien Lê Lợi, qui a libéré le Vietnam de l’occupation Ming après dix ans de combat de 1418 à 1428.

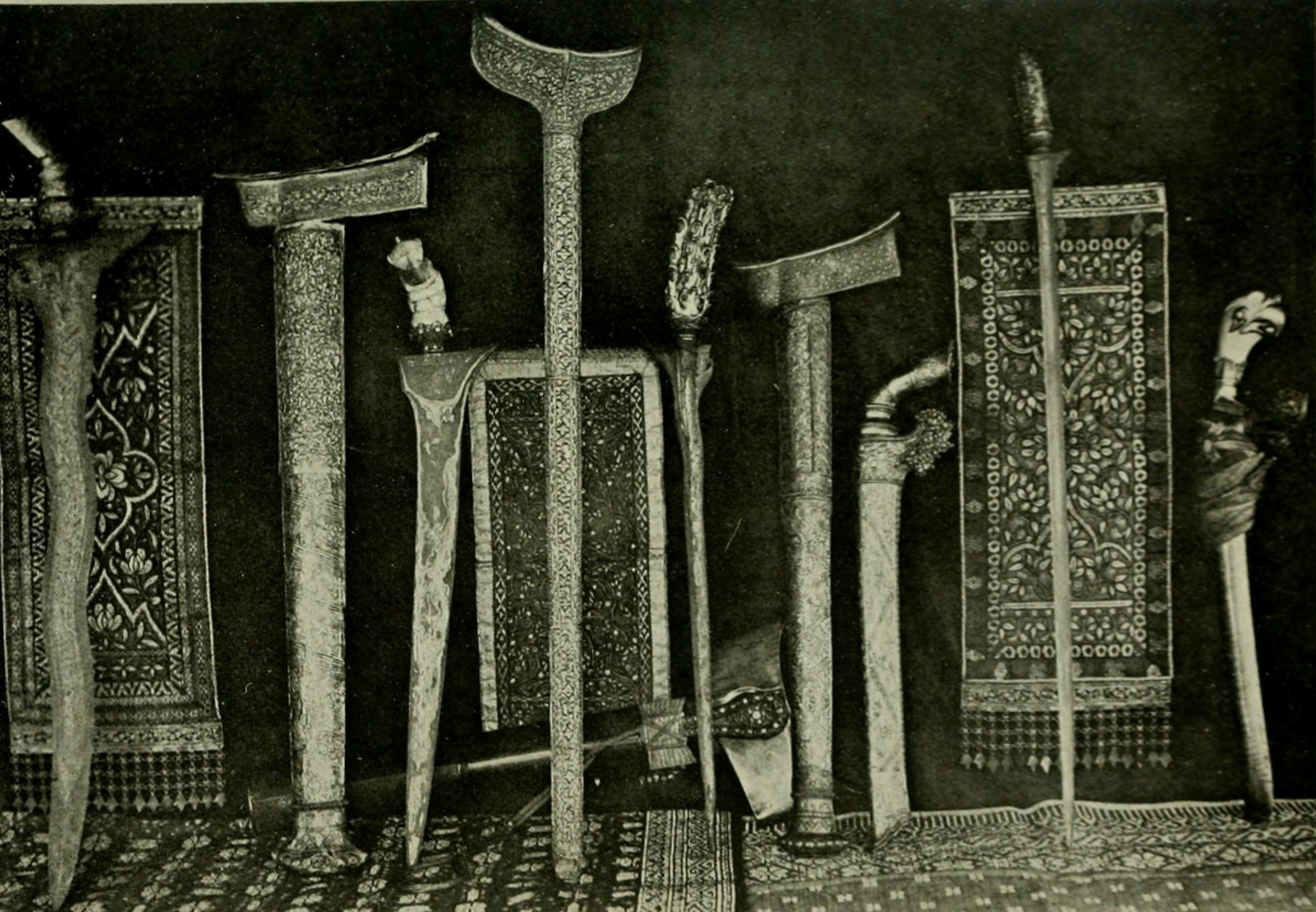
Restes du trésor royal Perak (1907), dont l’épée Cura Si Manjakini (2e à partir de la droite) et le kriss Taming Sari (3e à partir de la gauche).
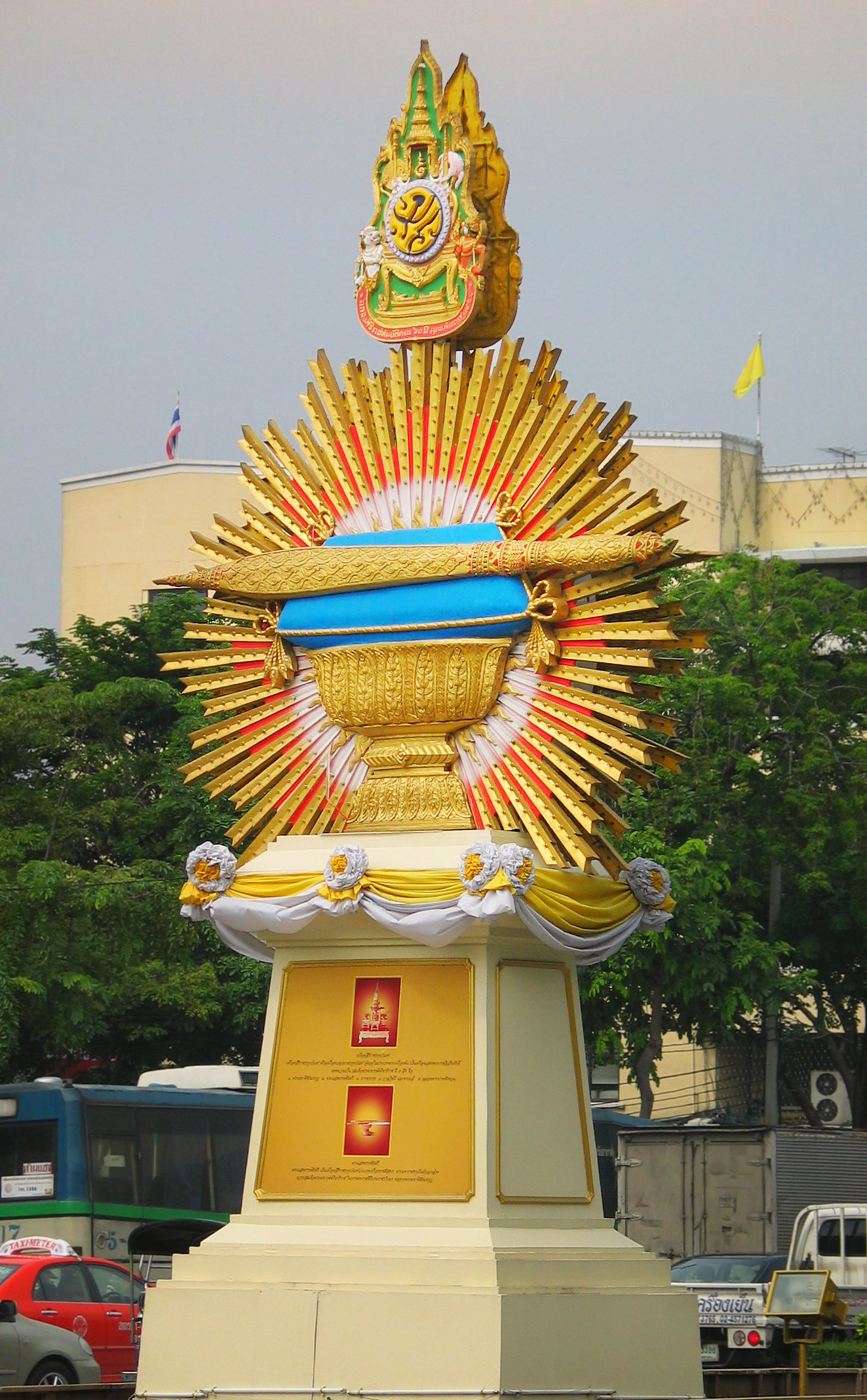
Phra Saeng Khan Chaiyasi représentée dans une avenue de Bangkok pour le soixantième anniversaire de l’accession au trône de Bhumibol Adulyadej en 2006.
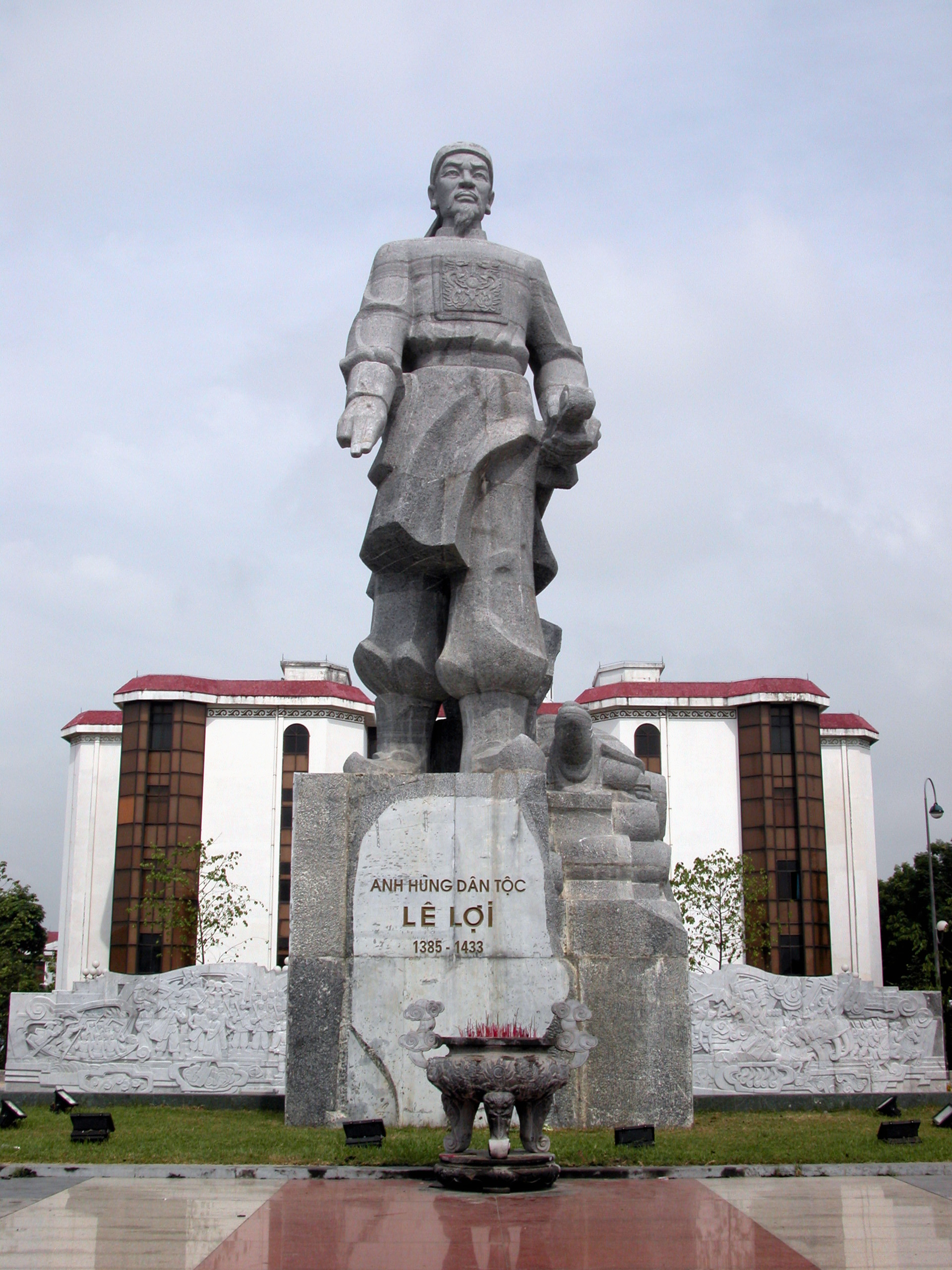
Lê Lợi, le poing sur son épée (statue à Thanh Hóa, Vietnam).

## Épées d'Afrique
- Mmaagha Kamalu, dans la mythologie des Igbos, est une épée du dieu de la guerre Kamalu. Elle rougeoie à proximité d’ennemis[réf. souhaitée].